# Regio 2N
Le Regio 2N, nommé aussi « Porteur hyperdense » (PHD), est une automotrice électrique, à deux niveaux pour la majorité des caisses, conçue pour le service TER ou inter-ville, construite par Bombardier, puis par Alstom sur le site de Crespin.
À la suite de l'appel d'offres passé par la Société nationale des chemins de fer français (SNCF), le marché est remporté par Bombardier qui fabrique ce matériel sur son site de Crespin. Ce train présente une architecture innovante, la rame articulée alternant des caisses à deux niveaux et des caisses à un seul niveau. Tandis que les voitures à un niveau sont réservées aux accès, aux services (toilettes, espaces vélos et places réservées aux personnes à mobilité réduite) et aux équipements techniques sur toitures, celles à deux niveaux offrent un maximum de places assises. Afin de s'adapter aux différents besoins, le Regio 2N est proposé en cinq longueurs distinctes et peut être aménagé pour divers types de trajets : périurbain grande capacité, régional ou intervilles (« Omneo Premium »).
Lors de la signature du contrat Regio 2N le 24 février 2010 une première commande ferme de 80 trains s'élevant à environ 800 millions d'euros.

## Historique

### Le porteur hyperdense
Lors du salon des transports publics qui se déroule à Paris du 8 au 10 juin 2010, le constructeur Bombardier présente en avant-première son Regio 2N, « toute nouvelle plateforme de produits pour répondre à la fois aux besoins de la SNCF et des régions ». En effet, ce nouveau train polyvalent issu de la gamme Omneo est conçu pour répondre aux besoins de renouvellement de matériel tant des réseaux TER que de ceux de la SNCF pour les trains Intercités ou trains d'équilibre du territoire (TET), exploités le plus souvent à l'aide de voitures Corail en fin de vie.
Conçu à l'image du Z 50000 dit Francilien, le train est constitué d'une rame articulée, une caisse reposant sur deux bogies, présente des caisses courtes permettant une plus grande largeur et des intercirculations larges, supprimant les séparations entre les voitures. Mais, à la différence des Z 50000, ce train présente deux niveaux. Pas moins de cinq versions sont proposées selon la longueur, dotées de six à dix caisses. L'aménagement intérieur est tout aussi modulable, avec une version périurbaine grande capacité (2+3 sièges par rangée), une version régionale (2+2) pour les moyennes distances, ainsi qu'une version intervilles baptisée « Omneo Premium » (2+2 en 2e classe et 1+2 en 1re classe), destinée aux grandes lignes. Toutes les versions peuvent circuler en unité multiple de deux (UM2) ou de trois éléments (UM3). Le train est présenté comme « extra-fiable » grâce au retour d'expérience des Z 50000 et possède de nombreuses caractéristiques communes, comme la climatisation régulée selon le nombre de voyageurs à bord, des matériaux recyclables à 95 % ou encore un profil aérodynamique permettant une réduction de la consommation d'énergie.
Un total de 253 rames a été commandé par neuf régions. Une commande complémentaire a en effet été passée en mars 2010. La région Picardie s'ajoute durant l'été 2013 en commandant sept rames, puis la région Pays de la Loire en octobre 2013 avec une commande de 13 rames et la région Île-de-France en décembre 2013 pour la fourniture de 48 rames destinées au réseau Transilien,. La première rame a été livrée à la région Rhône-Alpes le 4 février 2014.
En 2016, la région Bretagne commande quatre rames à huit caisses complémentaires.
Le 24 novembre 2016, la région Normandie commande 40 rames extra-longues V 200 pour une livraison à partir de septembre 2019.
Le 27 décembre 2017, la région Centre-Val de Loire commande 32 rames de 8 voitures apte à 200 km/h pour les relations Intercités reprises par cette dernière à l'État : Paris – Orléans – Tours, Paris – Bourges et Paris – Nevers,. Le montant de cette commande s'élève à 460 millions d'euros.
La région Bourgogne a annulé sa commande de 13 rames destinées à Paris – Dijon pour raison d'économie. Elle préfère la rénovation de son parc de voitures Corail. Mais, en janvier 2019, la région Bourgone-Franche-Comté décide finalement de commander 16 rames Régiolis afin de remplacer toutes les rames Corail réversibles et les BB7200R associées.
Au cours de l'année 2024, la région Normandie reçoit de nouvelles Regio 2N XL aptes à 200 km/h, mais avec un aménagement intérieur différent de la première livrée.

### Répartition des commandes
La répartition des commandes est la suivante :
| Régions (avant fusion)     | Régions (après fusion) | Commandé | Livré | Série   | Longueur          | Aménagement intérieur | Vitesse limite | Observations                                    | Sources |
| -------------------------- | ---------------------- | -------- | ----- | ------- | ----------------- | --------------------- | -------------- | ----------------------------------------------- | ------- |
| Rhône-Alpes                | Auvergne-Rhône-Alpes   | 40       | 40    | Z 55500 | Courte (C)        | Périurbain            | 160            | –                                               | –       |
| _                          | Auvergne-Rhône-Alpes   | 19       | 19    | Z 55500 | Courte (C)        | Périurbain            | 160            | –                                               | [ 15 ]  |
| Bretagne                   | –                      | 7        | 7     | Z 55500 | Courte (C)        | Régional              | 160            | –                                               | [ 16 ]  |
| Bretagne                   | –                      | 19       | 19    | Z 55500 | Longue (L)        | Régional              | 160            | –                                               | –       |
| Centre-Val de Loire        | –                      | 14       | 14    | Z 55500 | Longue (L)        | Grande capacité       | 160            | Paris/Chartres                                  | –       |
| Centre-Val de Loire        | _                      | 2        | 2     | Z 56500 | Longue (L)        | Régional              | 200            | Rachat Pays de la Loire, pour Interloire        | [ 17 ]  |
| Centre-Val de Loire        | _                      | 32       | 32    | Z 56700 | Longue (L)        | Omneo Premium         | 200            |                                                 | ,       |
| Nord-Pas-de-Calais         | Hauts-de-France        | 18       | 18    | Z 55500 | Moyen (M)         | Périurbain            | 160            | –                                               | –       |
| Picardie                   | Hauts-de-France        | 7        | 7     | Z 55500 | Extra-Longue (XL) | Périurbain            | 160            | –                                               | –       |
| _                          | Hauts-de-France        | 19       | 19    | Z 55500 | Extra-Longue (XL) | Omneo Premium         | 160            | Équipé en ERTMS                                 | [ 18 ]  |
| _                          | Hauts-de-France        | 33       | 0     | Z 56000 | Extra-Longue (XL) | Périurbain            | 160            | Équipé en ERTMS Apte pour le Picardie-Roissy    | [ 20 ]  |
| Île-de-France              | –                      | 73       | 73    | Z 57000 | Longue (L)        | Grande capacité       | 160            | Transilien N                                    | ,       |
| Île-de-France              | –                      | 79       | 72    | Z 57000 | Longue (L)        | Grande capacité       | 160            | Transilien R et RER D                           | ,       |
| Normandie                  | Normandie              | 40       | 40    | Z 56600 | Extra-Longue (XL) | Omneo Premium Krono+  | 200            |                                                 | ,       |
| Normandie                  | Normandie              | 27       | 27    | Z 56800 | Extra-Longue (XL) | Omneo Premium Citi    | 200            |                                                 | ,       |
| Aquitaine                  | Nouvelle-Aquitaine     | 30       | 24    | Z 56300 | Courte (C)        | Régional              | 160            | aptes Midi                                      |         |
| Midi-Pyrénées              | Occitanie              | 18       | 18    | Z 56300 | Courte (C)        |                       | 160            | aptes Midi                                      | [ 28 ]  |
| –                          | Occitanie              | 11       | 0     |         | Courte (C)        | Périurbain            |                |                                                 | [ 29 ]  |
| Pays de la Loire           | –                      | 11       | 11    | Z 56500 | Longue (L)        | Régional              | 200            | Pour Interloire et vallée de Loire              | ,       |
| Provence-Alpes-Côte d'Azur | –                      | 16       | 16    | Z 55500 | Longue (L)        | Régional              | 160            | –                                               | –       |
| Provence-Alpes-Côte d'Azur | –                      | 16       | 9     | Z 59000 | Longue (L)        | Régional              | 200            | Version Transdev pour la ligne Marseille – Nice | [ 31 ]  |
| Total                      |                        | 531      | 461   |         |                   |                       |                |                                                 |         |

### Répartition du parc
Le parc se compose de 460 rames livrées, réparties entre 10 régions, pour un total de 531 rames commandées. (Pas à jour, tableau également à mettre à jour)

### Fabrication et tests

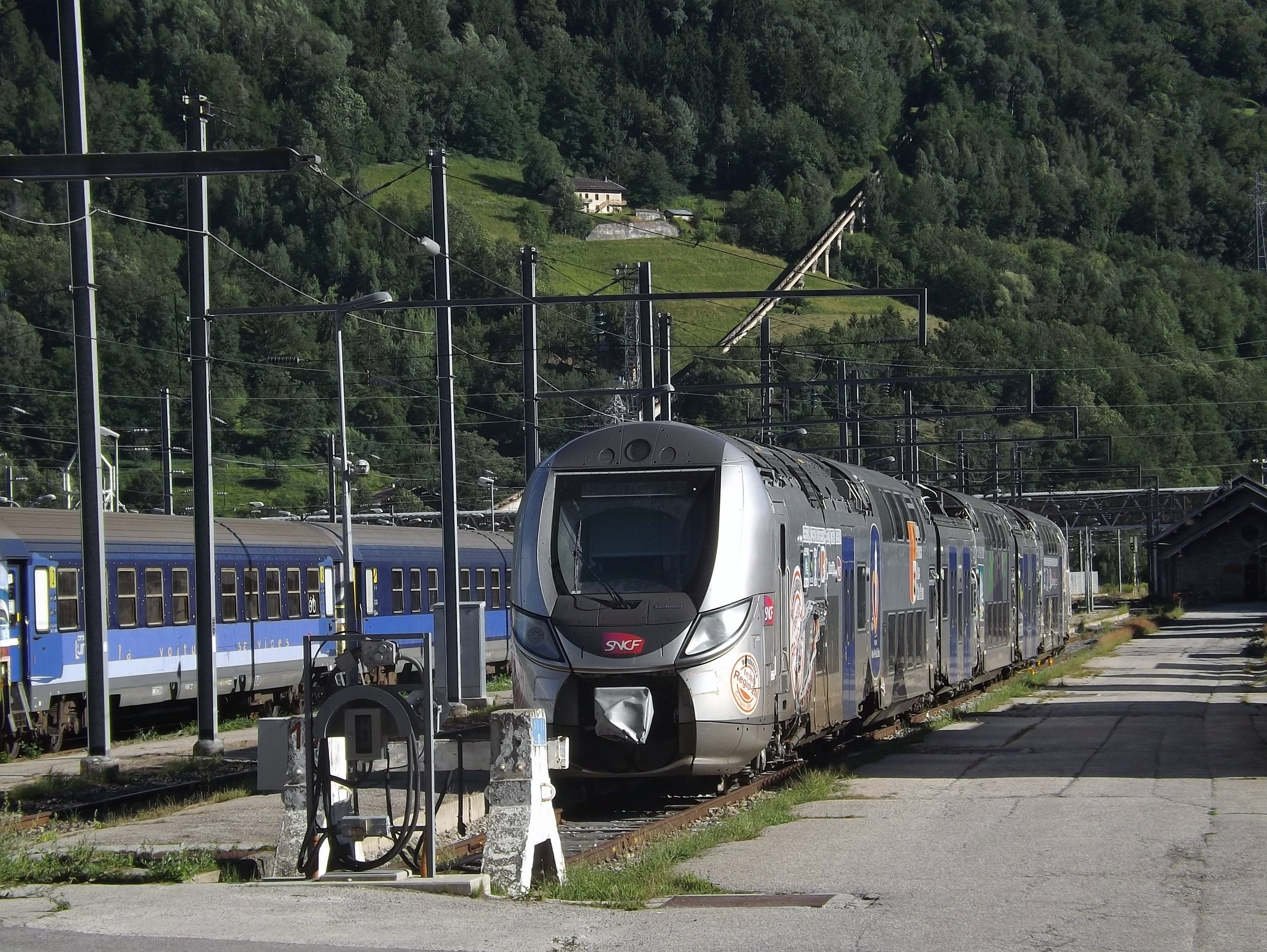
Regio 2N en essais à Bourg-Saint-Maurice, en Savoie, en août 2013.

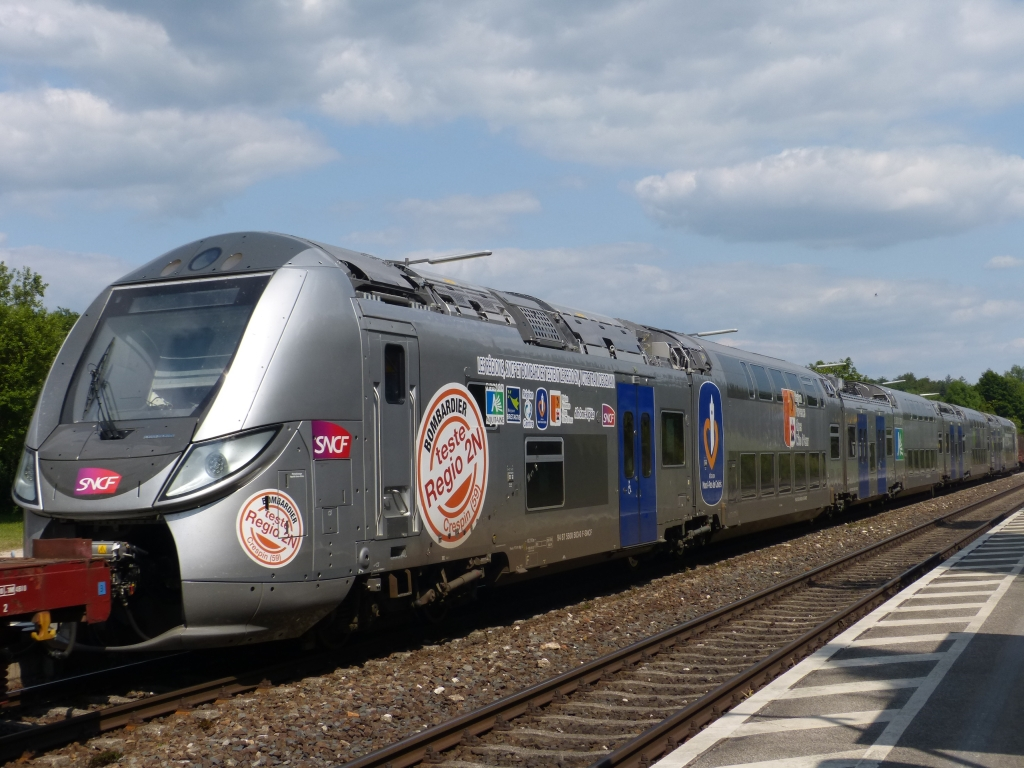
La Z 55503 en cours d'acheminement.

Le planning initial prévoit la sortie du premier chaudron en juin 2011 (une voiture d'extrémité à deux niveaux), du premier bogie en octobre 2011 et de la mise en rame du train le 16 décembre suivant. La sortie du premier train est prévue le 10 janvier 2012, avec le début des essais sur le réseau national en mai 2012, suivi du dossier d'homologation en décembre puis du premier train commercial en région Centre en juin 2013. Mais ce calendrier prévisionnel, à l'image de celui des Z 50000, va rapidement accumuler du retard.
Le 4 juillet 2012, la rame no 2 du Regio 2N est en test à Valenciennes. Après une campagne d'essais de la rame no 1 à Velim en République tchèque, le Regio 2N a eu l'autorisation le 24 mai 2013 de continuer différents essais dynamique et de captage du courant, sur le réseau national français, en vue de son homologation. Les essais se déroulent en région Champagne-Ardenne et dans la région Centre pour des essais de captages en 1 500 V et en 25 kV-50 Hz,. La production en série a commencé à Crespin depuis début 2013, mais le calendrier de livraison a pris un retard de huit mois en moyenne, dû, selon le constructeur, à la complexité du nouveau train et aux diverses demandes des régions, retards qui entrainent des suspensions de paiement de la part de certaines régions.
La version Midi concerne des adaptations pour le captage du courant de cette caténaire particulière. Les rames concernées par cette version auront uniquement des pantographes 1,5 kV, avec l'archet spécialisé, et la chaîne d'alimentation 25 kV sera verrouillée.
La Bretagne inaugure ses premières rames le 31 octobre 2014. La région fait circuler les Regio 2N depuis cette date sur l'axe Rennes – Saint-Malo.

## Caractéristiques

### Généralités
Les Regio 2N sont des automotrices électriques bicourant, 1 500 volts continu et 25 kV alternatif, pouvant circuler sur l'ensemble des lignes électrifiées du réseau ferré français à voie normale. Les trains peuvent circuler, selon les versions, à la vitesse maximale de 160 km/h ou de 200 km/h. Chaque élément est constitué de six à dix caisses, également selon les versions. Le Regio 2N possède une architecture fondée sur l'alternance de caisses à deux niveaux, comportant l'essentiel des places assises, et de caisses de services à un niveau, comportant les portes d'accès, les équipements de services (toilettes, espaces vélos et places réservées aux personnes à mobilité réduite) et les équipements techniques. Les caisses, plus courtes que sur les autres types de trains, exploitent au maximum le gabarit autorisé, avec une largeur de 2,99 m pour les voitures à deux niveaux et 3,05 m pour celles à un niveau. Leur design compte beaucoup de lignes courbes, comme sur la plupart des matériels ferroviaires depuis les années 2000. Les éléments sont couplables entre eux jusqu'à trois éléments (UM3).
Les caisses à un niveau regroupent en toiture les équipements comme le transformateur, les convertisseurs de traction et les résistances de freinage. Au nombre de deux par élément, les pantographes sont placés sur les caisses à un niveau.

### Espaces voyageurs
Les espaces voyageurs sont tous reliés par des intercirculations larges permanentes et sans portes, à l'image des Z 50000. Ils sont climatisés, ce qui entraîne l'absence de fenêtres ouvrantes et une forme galbée des vitrages. La plus grande largeur des caisses permet aussi de proposer un aménagement à cinq places de front pour les régions souhaitant une capacité assise maximale. Toutes les places assises disposent de prises d'alimentation électrique.
Les voitures d'accès à un niveau sont dotées de deux doubles-portes par face, larges de 1,60 m, séparées par des toilettes, un espace à vélos ou encore à bagages selon les choix retenus, situés face à quatre places assises. Les extrémités de ces voitures disposent de quelques places assises et de plates-formes d'accès aux voitures à deux niveaux encadrantes.

Aménagement des espaces voyageurs (version grande capacité).
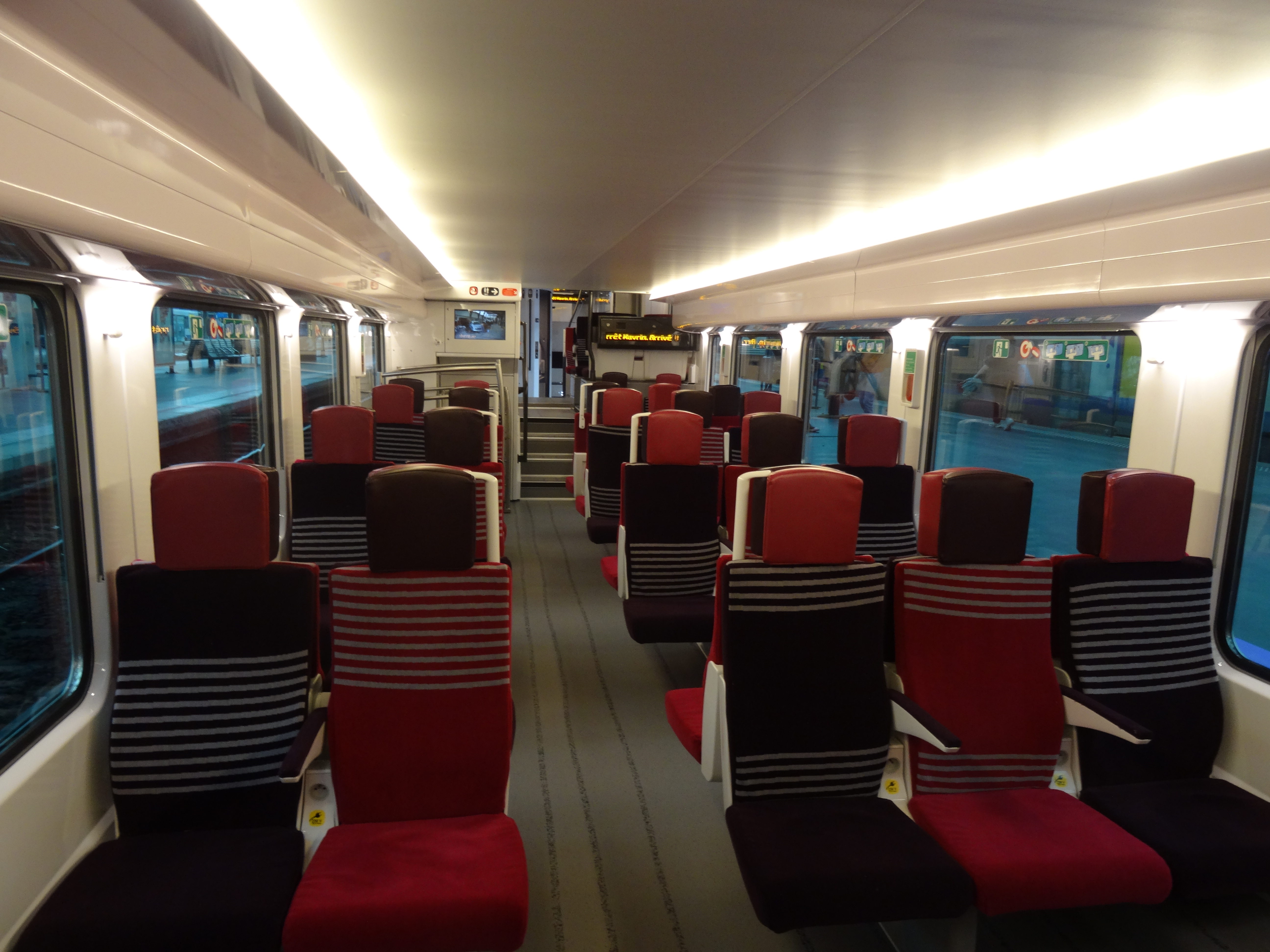
Salle basse d'un élément du TER Hauts-de-France.
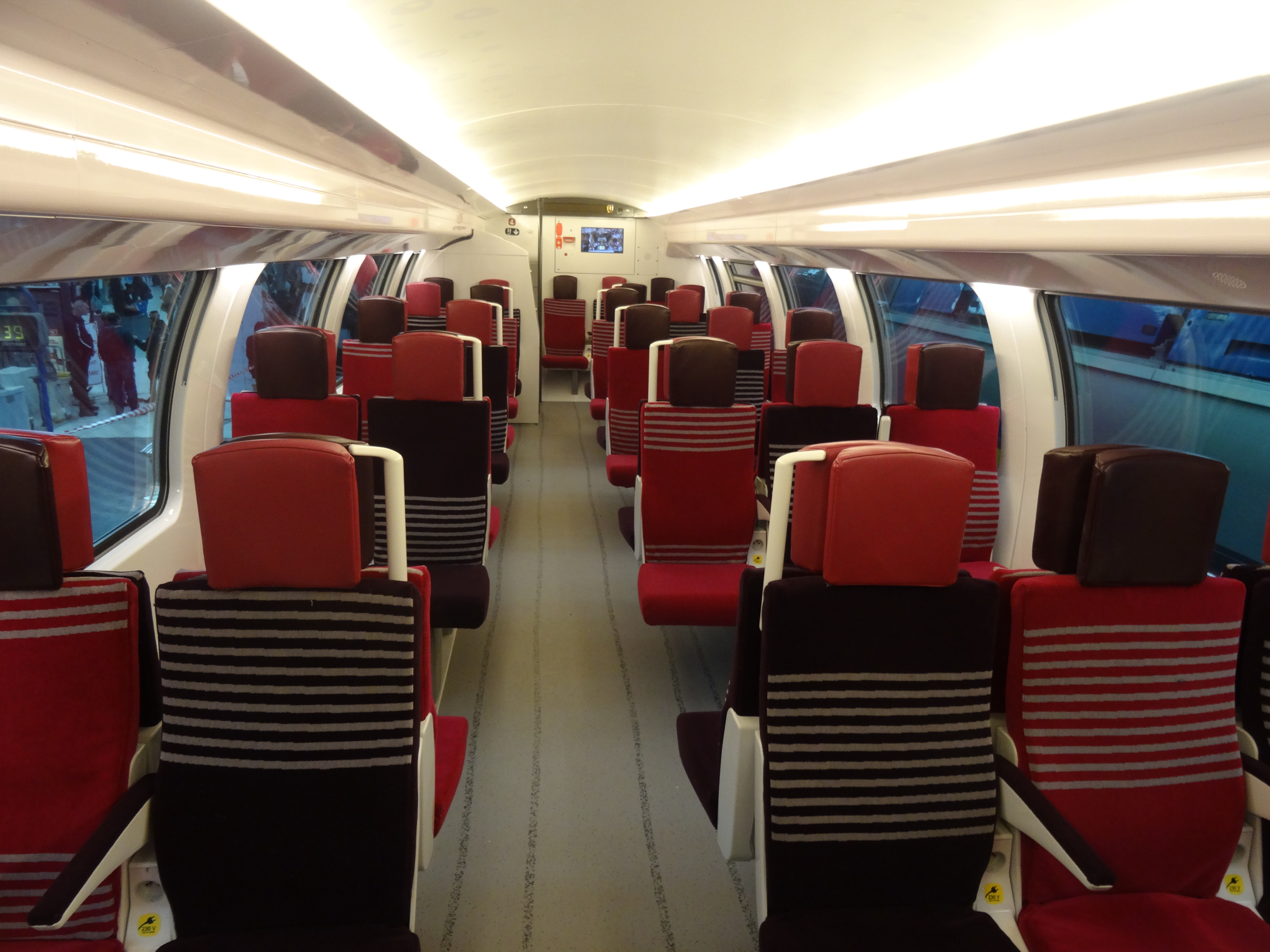
Salle haute d'un élément du TER Hauts-de-France.
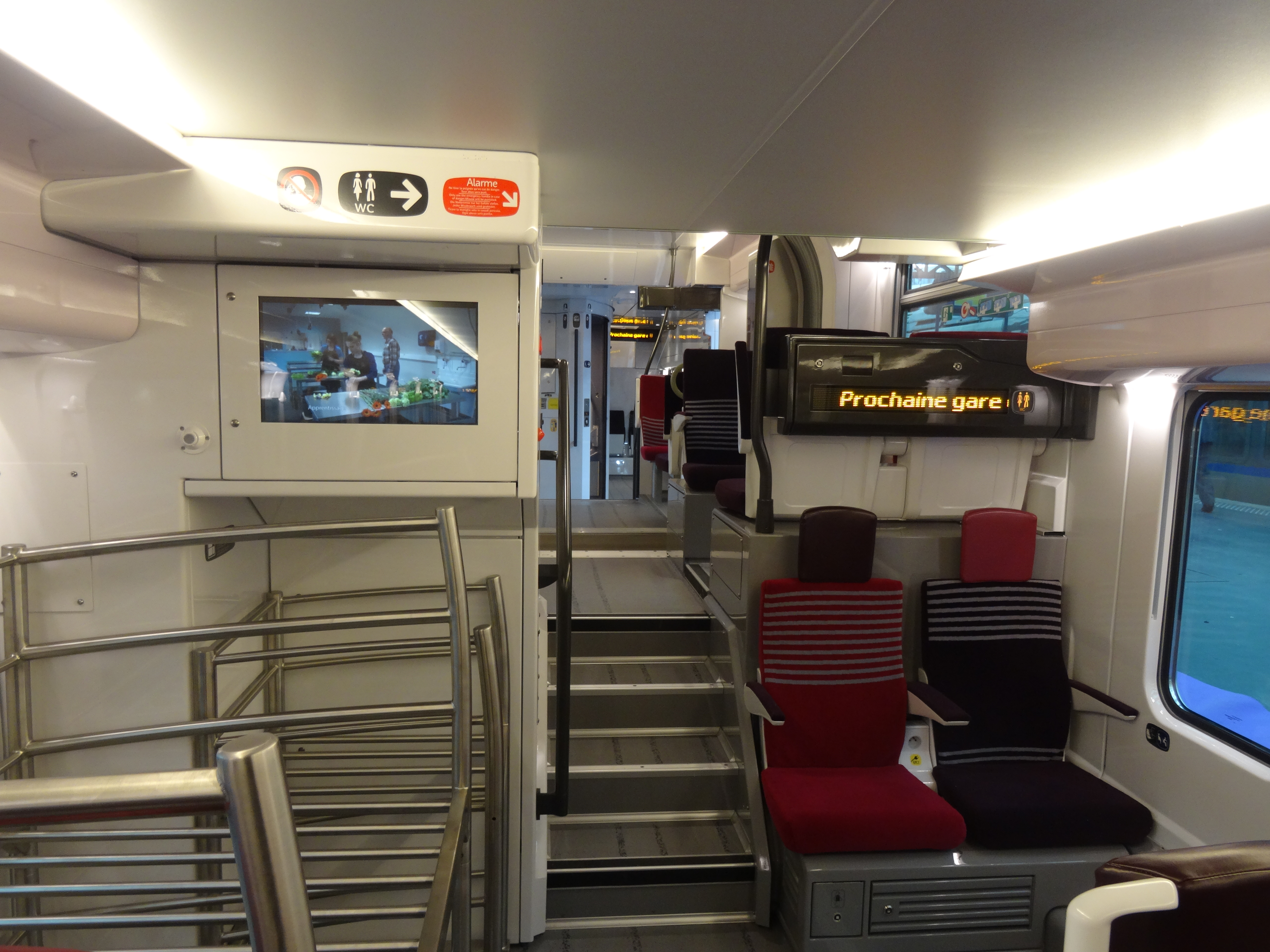
Écrans de vidéo diffusant des images et SIVE visuel aux extrémités des salles des voitures.
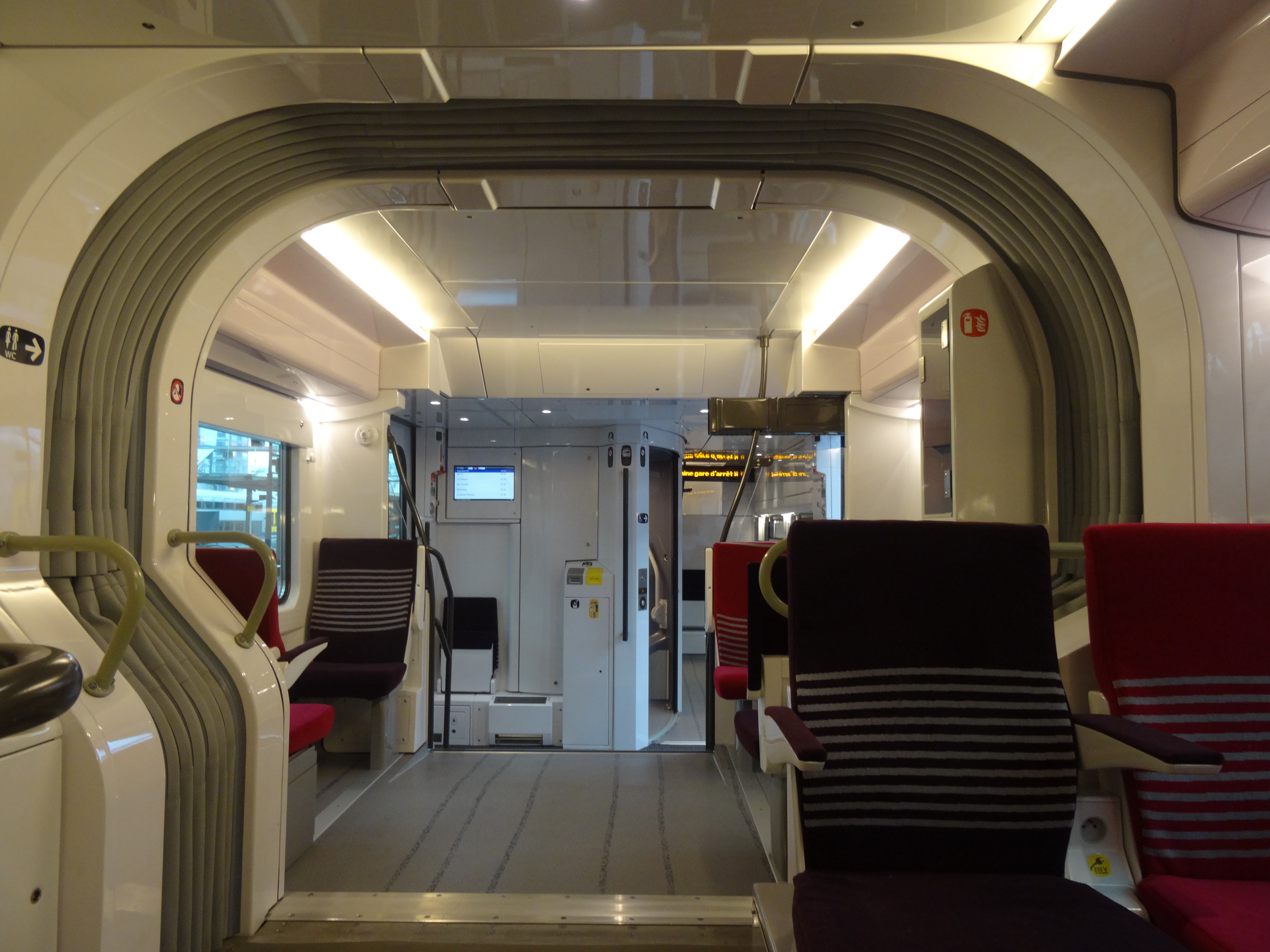
Intérieur de l'intercirculation et d'une voiture d'accès.
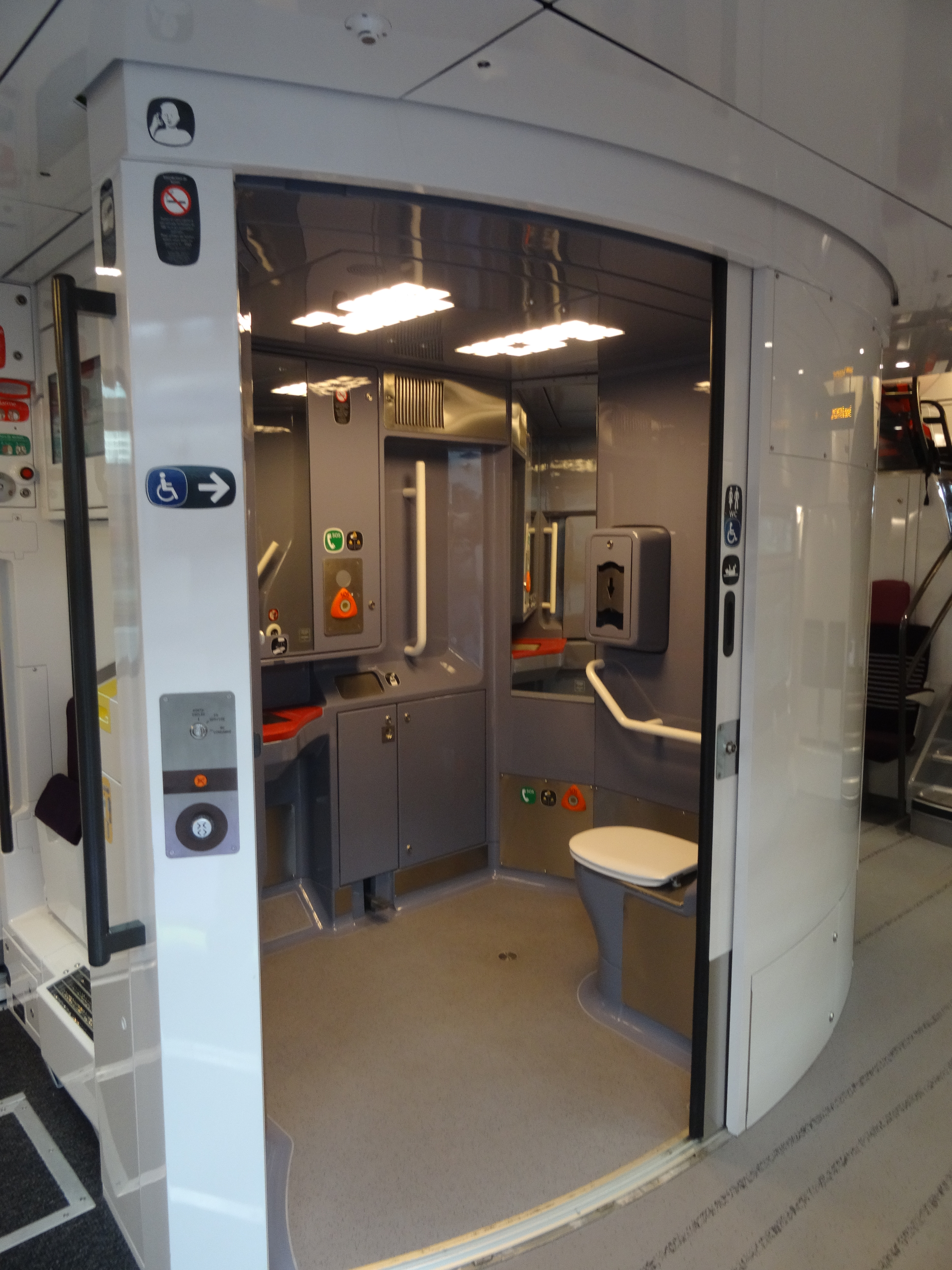
Les toilettes, aménagées pour les personnes handicapées.

### Motorisation et freinage
La motorisation électrique bicourant (1 500 volts continu et 25 000 volts monophasé) permet au train de desservir l'ensemble du réseau français électrifié. Bombardier utilise la technologie des moteurs à aimants permanents, qui permet un encombrement réduit et un rendement supérieur, deux moteurs d'une puissance nominale de 360 kW chacun équipant un bogie motorisé. Au total, selon les versions choisies par les régions, une rame atteint une vitesse maximale de 160 ou 200 km/h et développe une puissance de 2400 ou 3 200 kW (2 550 kW pour la version V 200). Le taux d'accélération (de 0 à 50 km/h) varie de 0,48 à 0,78 m/s².
| Type                                    | Courte                 | Moyenne       | Longue                | Extralongue        | V 200                                                | V 200                                                | V 200                | V 200               |
| --------------------------------------- | ---------------------- | ------------- | --------------------- | ------------------ | ---------------------------------------------------- | ---------------------------------------------------- | -------------------- | ------------------- |
| Type                                    | Courte                 | Moyenne       | Longue                | Extralongue        | Omneo Premium Centre Val de Loire                    | Omneo Premium Normandie                              | Régional             | Régional Jumbo vélo |
| Longueur                                | 80,945 / 82,695 mètres | 94,975 mètres | 109,910 mètres        | 135,375 mètres     | 110 mètres                                           | 135 mètres                                           | 110 mètres           | 110 mètres          |
| Nombre de caisses                       | 6                      | 7             | 8                     | 10                 | 8                                                    | 10                                                   | 8                    | 8                   |
| Puissance de traction                   | 2400 kW                | 2400 kW       | 2400 kW ou 3200 kW    | 2400 kW ou 3200 kW | 2550 kW                                              | 3200 kW                                              | 2550 kW              | 2550 kW             |
| Vitesse limite (en km/h)                | 160                    | 160           | 160                   | 160                | 200                                                  | 200                                                  | 200                  | 200                 |
| Accélération de 0 à 50 km/h (m/s²)      | 0,78                   | 0,67          | 0,59 ou 0,79          | 0,48 ou 0,58       | 0,54                                                 |                                                      |                      |                     |
| Nombre de places assises en version 2+2 | 350 à 380              | 425 à 440     | 505 à 520             | 640 à 660          | 308 en 2e classe + 62 en 1re classe + 74 strapontins | 446 en 2e classe + 59 en 1re classe + 78 strapontins | 425 + 76 strapontins | 417                 |
| Nombre de places assises en version 2+3 | 400 à 440              | 490 à 510     | 585 à 605             | 750 à 770          | -                                                    |                                                      |                      |                     |
| Capacité totale en version 2+2          | 660 à 710              | 780 à 805     | 935 à 960             | 1190 à 1210        | -                                                    |                                                      |                      |                     |
| Capacité totale en version 2+3          | 700 à 755              | 830 à 860     | 1000 à 1030           | 1270 à 1300        | -                                                    |                                                      |                      |                     |
| Nombre de toilettes                     | 3                      | 2             | 4 (0 pour Transilien) | 5                  | 7                                                    |                                                      | ?                    | ?                   |
| Nombre de portes par côté               | 6                      | 6             | 8                     | 10                 | 8                                                    |                                                      | 8                    | 8                   |

### Cabine de conduite
La cabine de conduite est conforme à la norme UIC 612 et possède une pédale pour utiliser l'avertisseur.

Équipements de la cabine de conduite
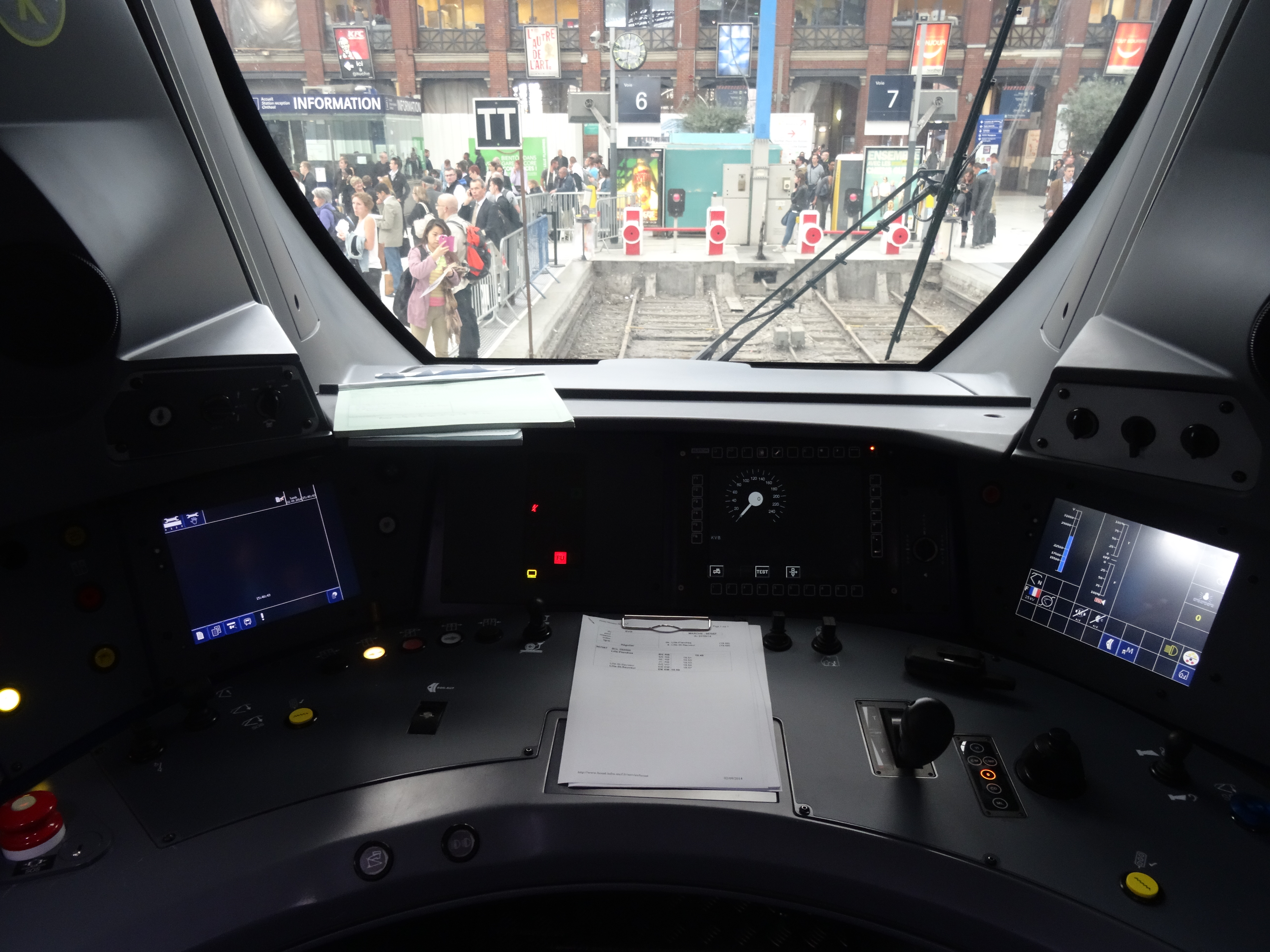
Le pupitre de conduite.
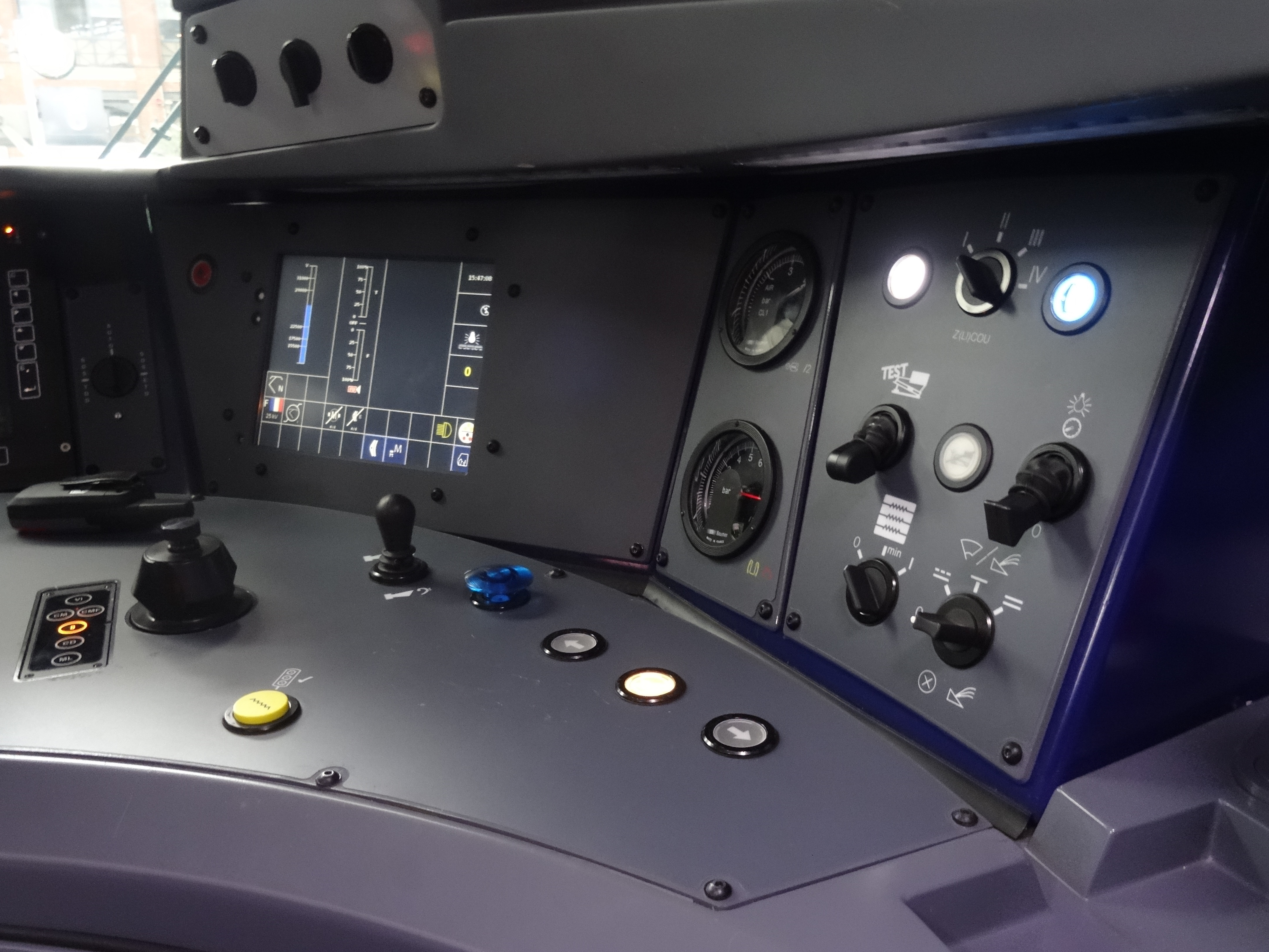
Ordinateur de bord comprenant les informations techniques utiles à la conduite.
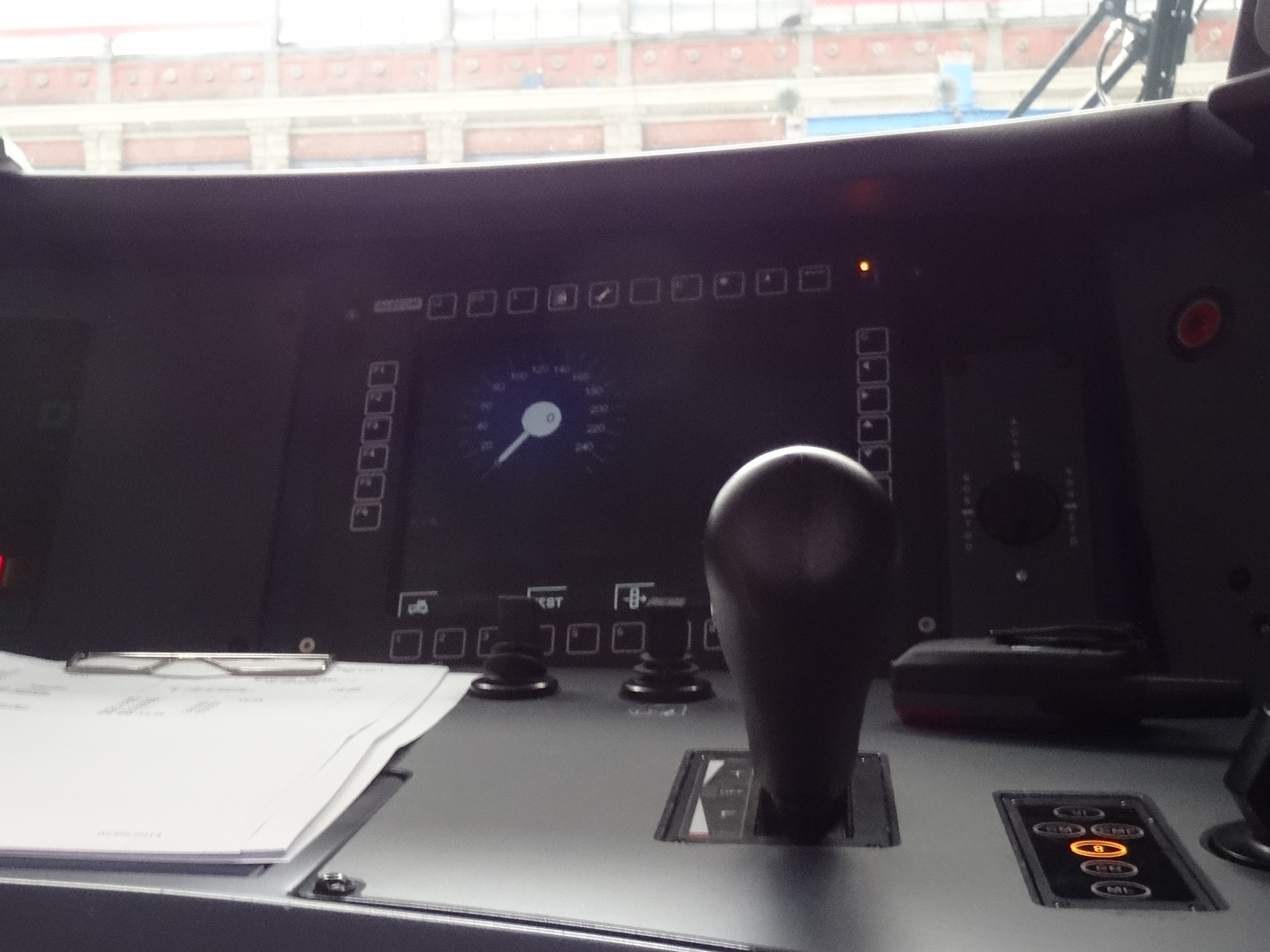
Manipulateur de traction et de freinage, sélecteur de commande et IHM comprenant l'indicateur de vitesse ainsi que le KVB.
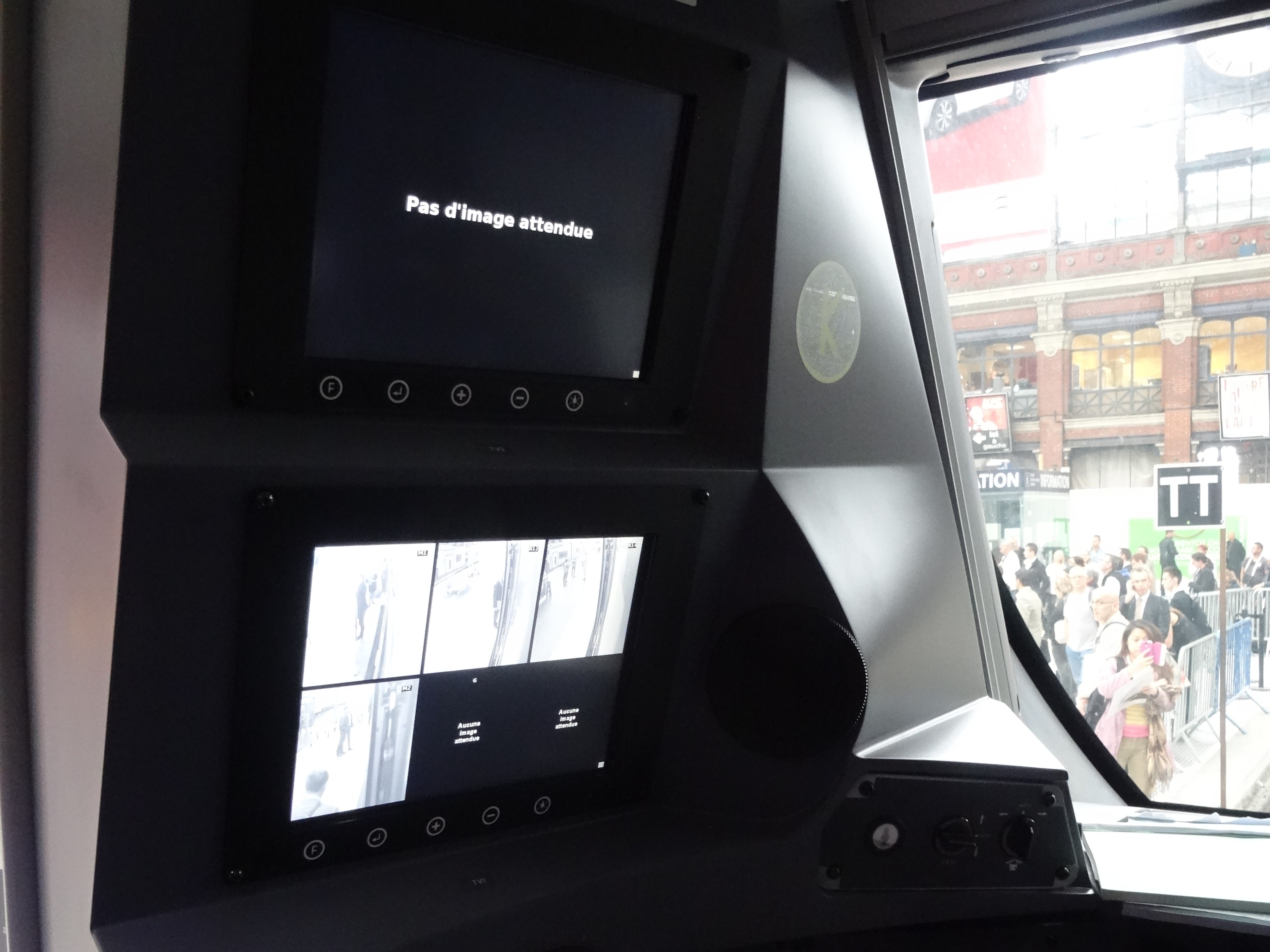
Écrans de contrôle des caméras de surveillance.
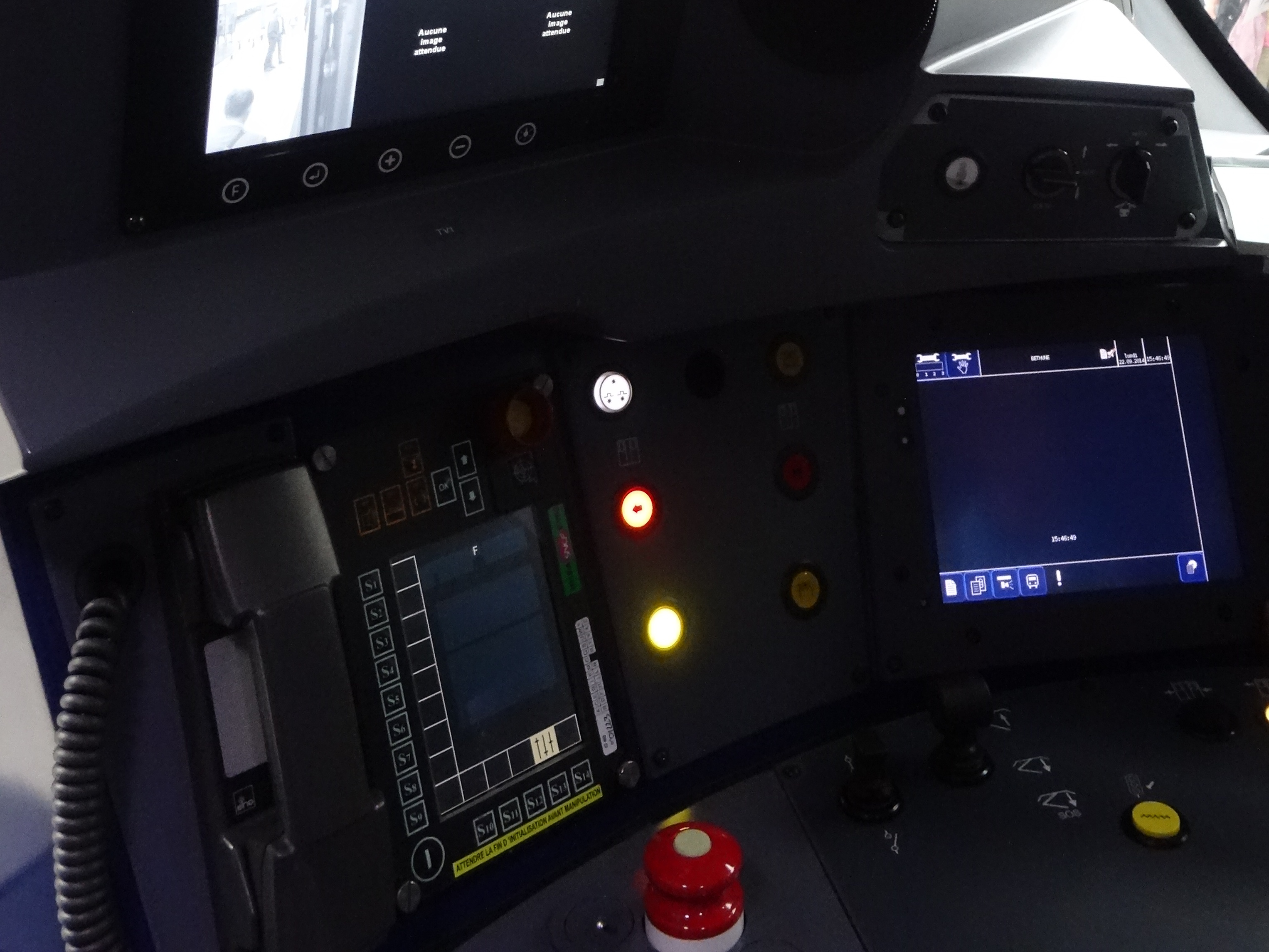
IHM radio (système GSM-R), contrôle des portes et ordinateur de bord d'assistance au dépannage et de contrôle technique du train.

## Regio 2N autonome (ATO)

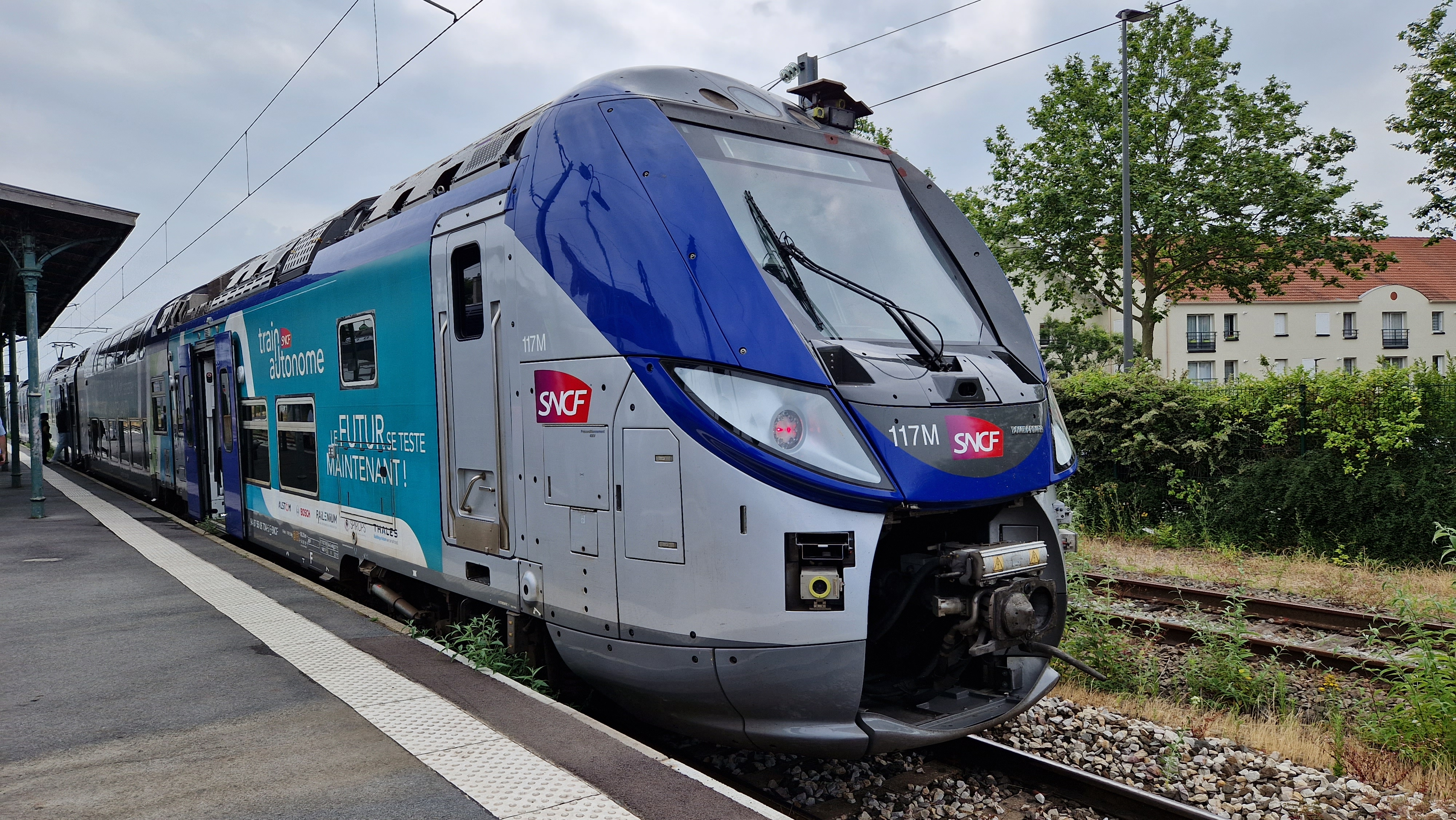
La rame prototype 117M autonome, en gare de Beauvais. De multiples capteurs sont apposés à l'extérieur du train.

Un consortium regroupant différents acteurs du monde ferroviaire, Bombardier, Bosch, SpirOps, Thales, Railenium et SNCF, développe et teste un prototype de train de voyageurs sans conducteur dit « train autonome » (ATO). Depuis mars 2021 et durant deux ans, des essais sont effectués avec un train Regio 2N de la région Hauts-de-France spécialement équipé de capteurs et de logiciels.
Ces essais ont pour but d'ici 2023 de faire circuler de façon opérationnelle des trains de voyageurs entièrement automatisés et de prouver que cette nouvelle technologie est compatible avec les normes drastiques de sécurité.
D’après ce consortium, un train autonome permettrait de :
- maintenir sa compétitivité par rapport à d'autres modes de transport ;
- faire circuler plus de trains à l'heure, sans modifier les infrastructures existantes, notamment sur les lignes saturées ;
- développer l'offre ferroviaire dans les régions (lignes de dessertes fines du territoire), via une baisse des coûts de production[46],[47],[48].

## Incident
En janvier 2019, Île-de-France Mobilités (ex-STIF), décide, ainsi que la SNCF, de suspendre la livraison des Regio 2N neufs destinés à la ligne R du Transilien. En effet, le technicentre de Villeneuve est saturé. Cela est dû aux nombreuses défaillances techniques et électroniques, présentes dès la mise en service des premiers trains de ce type en Île-de-France, et de plus en plus fréquentes depuis le mois de septembre 2018. Pour le moment, 32 rames ont été livrées. De ce fait, la situation de la ligne, déjà passablement dégradée, ne s'améliore pas, étant donné la fiabilité aléatoire des nouveaux trains. Île-de-France Mobilités demande donc à Bombardier de régler au plus vite le problème, au risque de retarder l'échéance de mise en service des trains neufs, sur la ligne D du RER et la ligne N du Transilien. Cet arrêt des livraisons empêche donc la mise en service des trains neufs sur l'axe Paris – Montargis, prévue au début du mois de février 2019.
En mars 2019, la livraison des rames a repris[réf. nécessaire].

## Dessertes prévues
La Bretagne fait circuler les Regio 2N sur l'axe Rennes – Saint-Malo depuis le 31 octobre 2014. Les rames circuleront également sur les axes Rennes – Brest et Rennes – Quimper depuis début 2015
L'Aquitaine, qui présente sa première rame à la presse le 15 septembre 2014, mettra en service ses premiers Regio 2N sur l'axe Bordeaux – Arcachon dès le changement de service du 15 décembre 2014.

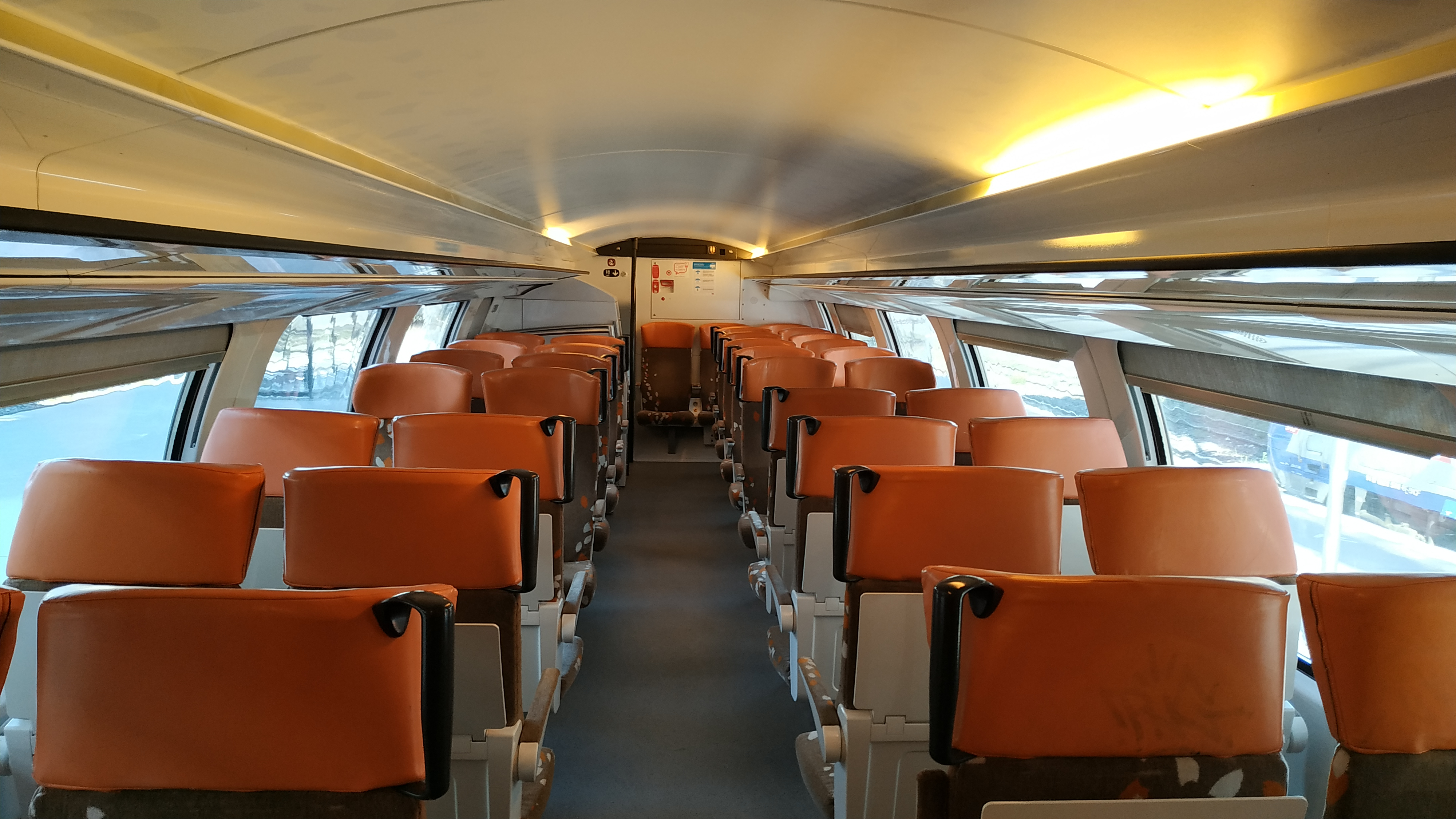
Salle haute d'un Regio 2N PACA.

En région Provence-Alpes-Côte d'Azur, après la première circulation commerciale inaugurale le 17 novembre 2014, les rames sont déployées sur les axes à fort trafic Marseille – Toulon – Hyères et Grasse – Cannes – Nice – Monaco – Vintimille afin de répondre au développement des déplacements régionaux (pour le travail comme pour les loisirs) et à la croissance de l'offre TER voulue par la région. L'accès à la gare internationale de Vintimille est prévu en 2016. La capacité de ses espaces bagages a été doublée par rapport au standard de la série.
En Rhône-Alpes, ils remplaceront les TER 2N NG qui circulent sur les relations Villefranche-sur-Saône – Lyon – Vienne dans un premier temps, puis dans un second temps sur Saint-Étienne – Lyon – Ambérieu-en-Bugey. Quelques circulations auront lieu sur la relation Lyon – Saint-André-le-Gaz pour la circulation sous 25 kV. Les TER 2N NG libérés seront redéployés sur le sillon alpin sud, se substituant aux rames réversibles régionales, en fin de vie, pour les relations Saint-Marcellin – Grenoble – Chambéry. Ces dernières sont tractés par des BB 67300, bien que sous caténaire, par pénurie de matériel électrique.
En Pays de la Loire, les Regio 2N, aptes à 200 km/h, remplaceront les rames tractées en fin de carrière de l'Interloire (entre Nantes et Orléans) et libéreront les Z TER sur la relation Nantes – Le Mans réutilisées sur d'autres relations,.
Pour la région Centre-Val de Loire, les rames aptes à 200 km/h seront affectées aux relations Intercités Paris – Orléans – Tours, Paris – Bourges et Paris – Nevers à partir de 2020, ces lignes étant passées sous la responsabilité de la région à partir du 1er janvier 2019. Enfin, deux rames rachetées à la région Pays de la Loire, aptes à 200 km/h, assureront les trains Interloire, en pool avec les rames de cette région.
Sur le réseau TER Nord-Pas-de-Calais, les rames seront affectées à partir de janvier 2015 aux liaisons Lille-Flandres – Lens et Lille – Béthune en remplacement des TER 2N NG et VR 2N, avant d'être progressivement déployés sur le reste du réseau.
Sur le réseau TER Picardie, sept rames extra-longues sont principalement affectées aux liaisons entre Paris-Nord et Compiègne, depuis le 9 juillet 2017, en renfort du parc des V 2N tractée avec des BB 15000.
En décembre 2014, le STIF annonce une commande de matériel Regio 2N qui aura pour but de remplacer l'intégralité des automotrices de type Z 2N (Z 5600 et Z 20500) affectées à la ligne R du Transilien ainsi que les Z 5300 restantes. La SNCF répercutera la commande à Bombardier en janvier 2015 pour des livraisons à partir de 2017.
Une fois la ligne R du Transilien intégralement équipée en matériel Regio 2N, ce sera au tour de la ligne D du RER, dans le cadre du plan d'Île-de-France Mobilités concernant le redécoupage des sections Juvisy – Malesherbes et Corbeil-Essonnes – Melun du sud de la ligne : dix-neuf nouvelles rames remplaceront les Z 5300 et les Z 2N circulant sur ces branches.
En 2020, 73 rames équiperont progressivement la ligne N du Transilien, en remplacement des compositions VB 2N+BB 27300, VB 2N+BB 7600 et Z 8800. D'ici 2021, les lignes R et N auront été équipées en matériel neuf, ainsi que les branches sud du RER D, permettant un rajeunissement du parc Transilien.
C'est également au cours de cette année, qu'ont été livrées les premières rames « Omneo Premium », d'abord à la région Normandie, puis à la région Centre-Val de Loire. Commandées à 40 exemplaires en 2016, les Z 56600 sont progressivement mises en service, depuis le 17 février 2020, sur les lignes Paris – Caen – Cherbourg / Trouville - Deauville et Paris – Rouen – Le Havre (lignes Nomad Krono+), afin de succéder aux rames Corail,. Une deuxième commande de 27 rames supplémentaires a été passée par la région Normandie, afin de remplacer les Z 26500, les VO 2N et les V 2N, sur les lignes Paris – Vernon – Rouen et Paris – Évreux – Serquigny (lignes Nomad Citi). Leur aménagement intérieur sera sensiblement proche de celui des Z 56600, mais avec une capacité accrue, tant en places qu'en espaces vélos. Leur livraison doit débuter fin 2023.
La région Centre-Val de Loire avait, quant à elle, commandé 32 exemplaires de cette version premium, en 2017, afin de remplacer les rames Corail des lignes Paris – Orléans – Tours, Paris – Bourges – Montluçon et Paris – Nevers (lignes Rémi express),,. La première version de la série Z 56700 a été réceptionnée, par la région, le 28 février 2020.
En revanche, ce ne sera qu'à partir de 2022, que les liaisons TER Hauts-de-France Paris-Nord – Amiens et Paris-Nord – Saint-Quentin seront effectuées avec 19 de ces rames « Régionales » (en lieu et place des voitures Corail, héritées des Intercités de ces relations lors de leur remplacement par des TER en janvier 2019).
Le 4 avril 2019, la région Auvergne-Rhône-Alpes annonce la commande de 29 rames neuves, dont 19 Regio 2N, qui permettront à terme de poursuivre le développement de l'offres des lignes périurbaines de la vallée du Rhône, mais aussi d'absorber la hausse du trafic de ces relations allant jusqu'à Saint-Étienne, Vienne, Bourg-en-Bresse, Villefranche-sur-Saône et Ambérieu-en-Bugey.
Le 16 décembre 2022, la région Nouvelle-Aquitaine annonce la commande de 15 rames neuves, dont 4 Regio 2N, qui permettront à terme de poursuivre le développement de l'offre des lignes périurbaines bordelaises et de compenser la surcharge de certains trains aux heures de pointe.
Le 3 avril 2024, Île-de-France Mobilités vote le schéma directeur du RER C à l'horizon 2035. Un amendement est voté pour les branches Paris Austerlitz Surface - Dourdan et Paris Austerlitz Surface - Saint-Martin d’Étampes afin d’accélérer le renouvellement des rames sur ces deux branches en utilisant le marché des rames Regio 2N. La version actuellement utilisée du Regio 2N est longue de 110 m alors que les Z2N font 7 m de moins. Le contrat-cadre prévoit la possibilité de réaliser une version 103 m avec des remorques 2N plus courtes identique à celles utilisées pour réaliser la version 81 m Aquitaine par rapport à la version de base 83 m,.
Depuis le 29 juin 2025, Transdev exploite 16 rames Regio 2N de type Z 59000 sur la ligne Marseille – Nice du réseau TER Provence-Alpes-Côte d'Azur, une des premières lignes TER du pays ouvertes à la concurrence.

## Relations effectuées

### TER

#### Auvergne-Rhône-Alpes

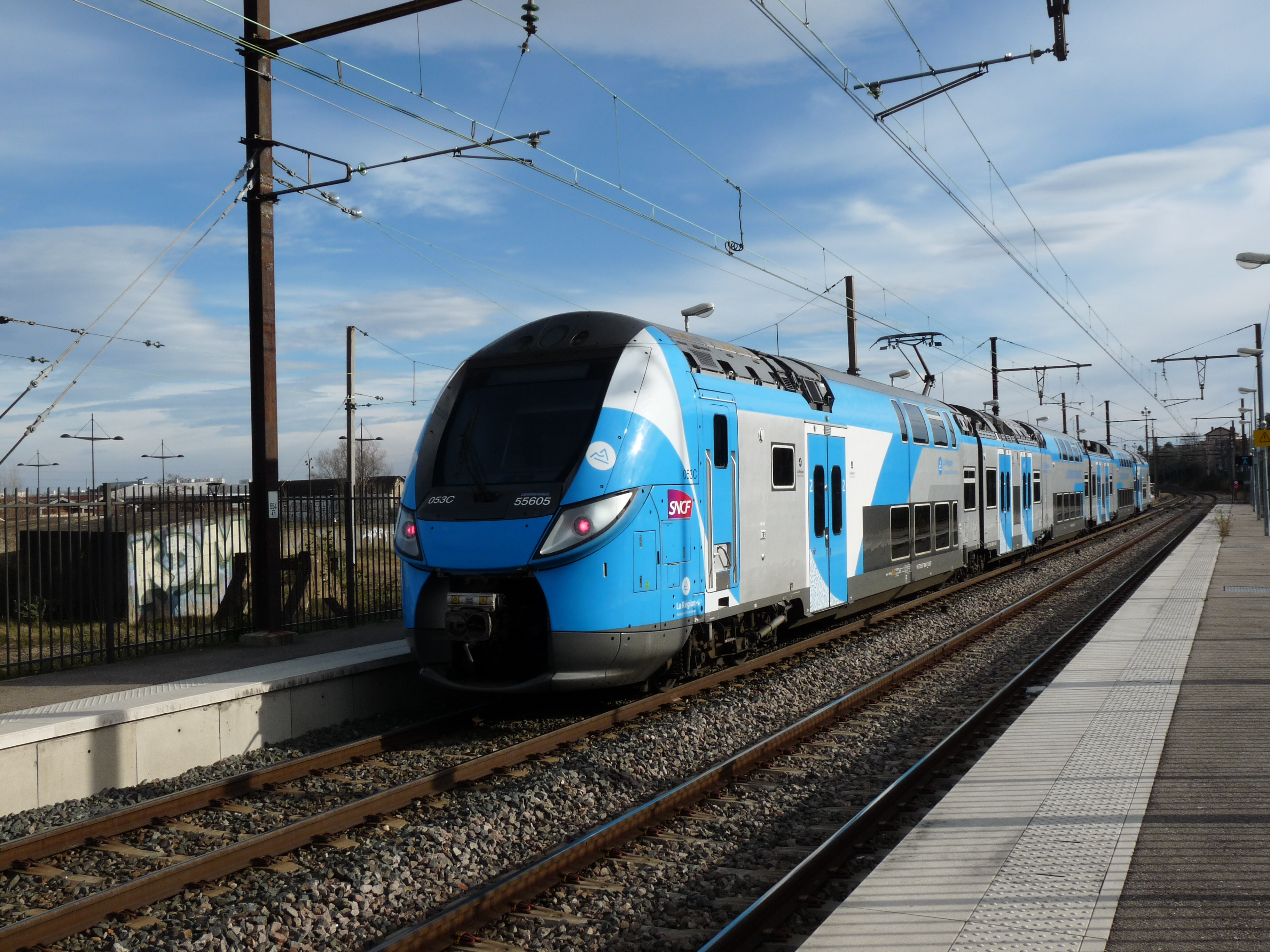
Regio 2N en livrée TER Auvergne-Rhône-Alpes en gare d'Oullins.

- Villefranche-sur-Saône – Lyon-Perrache – Vienne ;
- Saint-Étienne-Châteaucreux – Lyon-Part-Dieu – Ambérieu-en-Bugey ;
- Firminy – Saint-Étienne-Châteaucreux – Oullins – Givors-Ville – Lyon-Perrache ;
- Lyon-Perrache – Saint-André-le-Gaz ;
- Mâcon – Lyon-Perrache – Valence.

#### Bretagne
- Rennes – Saint-Malo ;

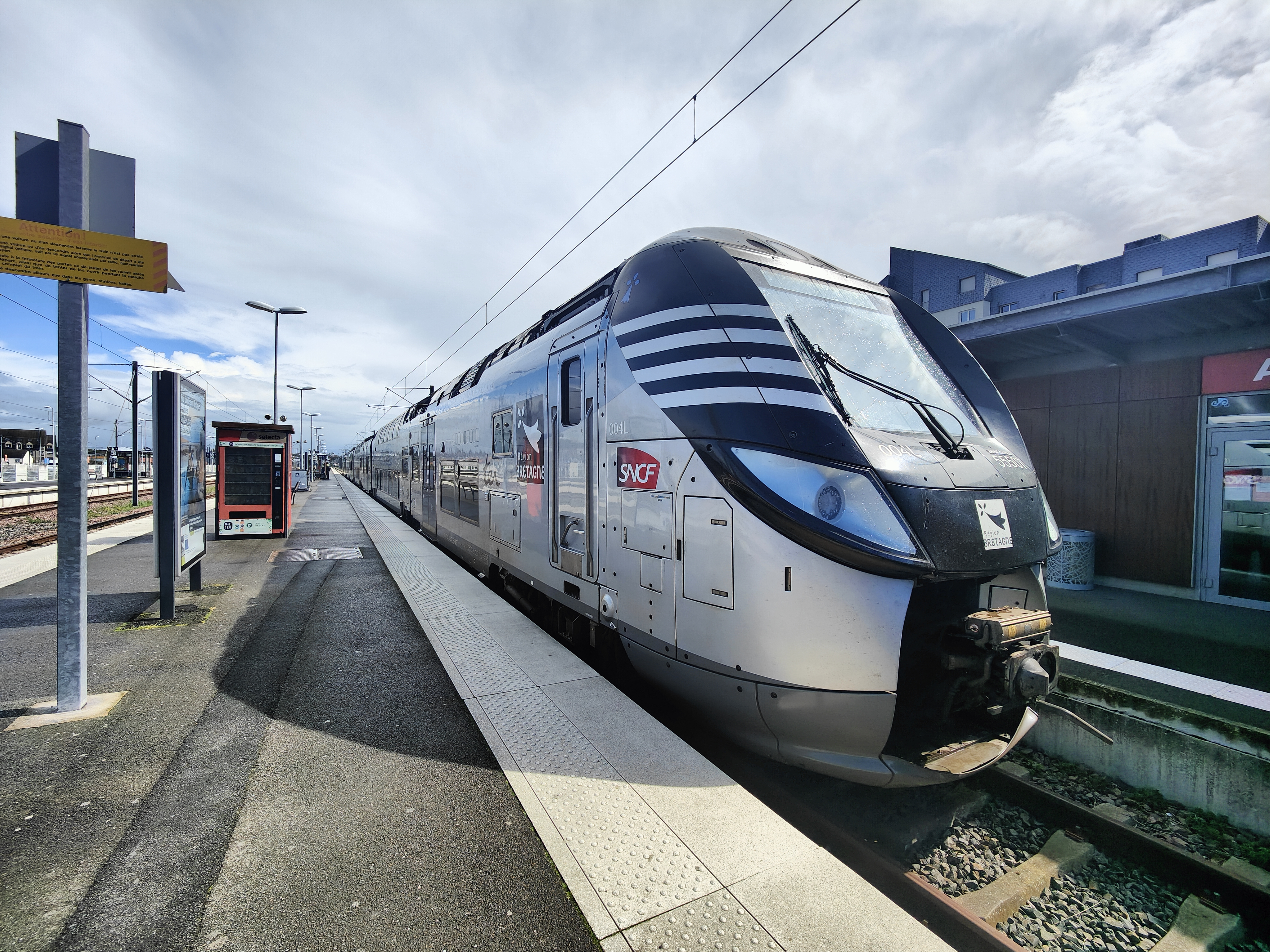
Regio 2N en livrée TER BreizhGo en gare de Saint-Malo.

- Rennes – Vitré – Laval (Pays de la Loire) ;
- Rennes – Redon – Vannes – Quimper ;
- Rennes – Brest ;
- Rennes – Nantes ;
- Nantes – Quimper.

#### Centre-Val de Loire

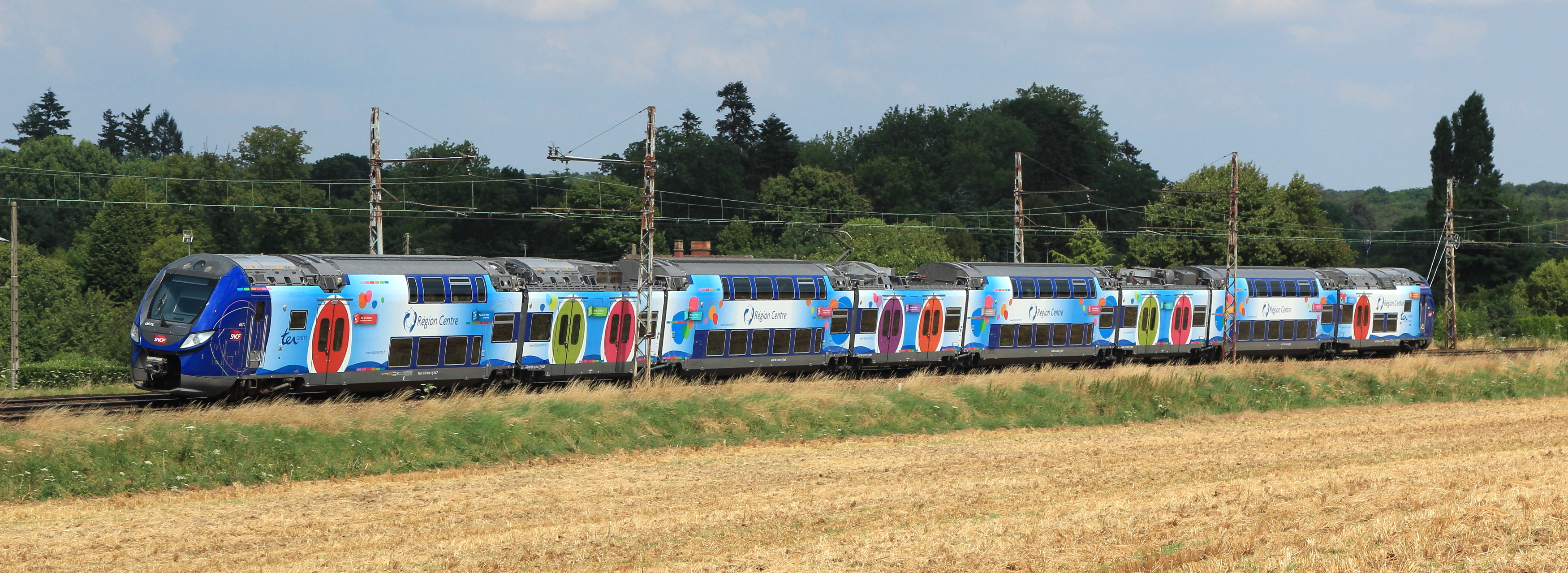
Regio 2N en livrée TER Centre-Val de Loire sur un TER Paris – Le Mans près de La Villette-Saint-Prest.

- Paris-Montparnasse – Chartres – Le Mans ;
- Le Croisic ou Nantes – Tours – Orléans (desserte Interloire, exploitation commune entre les régions Pays de la Loire et Centre-Val de Loire) ;
- Paris-Austerlitz – Orléans – Tours (prévu Omneo Premium[11],[66],[67]) ;
- Paris-Austerlitz – Bourges (prévu Omneo Premium[11],[66],[67]) ;
- Paris-Bercy – Nevers (prévu Omneo Premium[11],[66],[67]) ;

#### Hauts-de-France

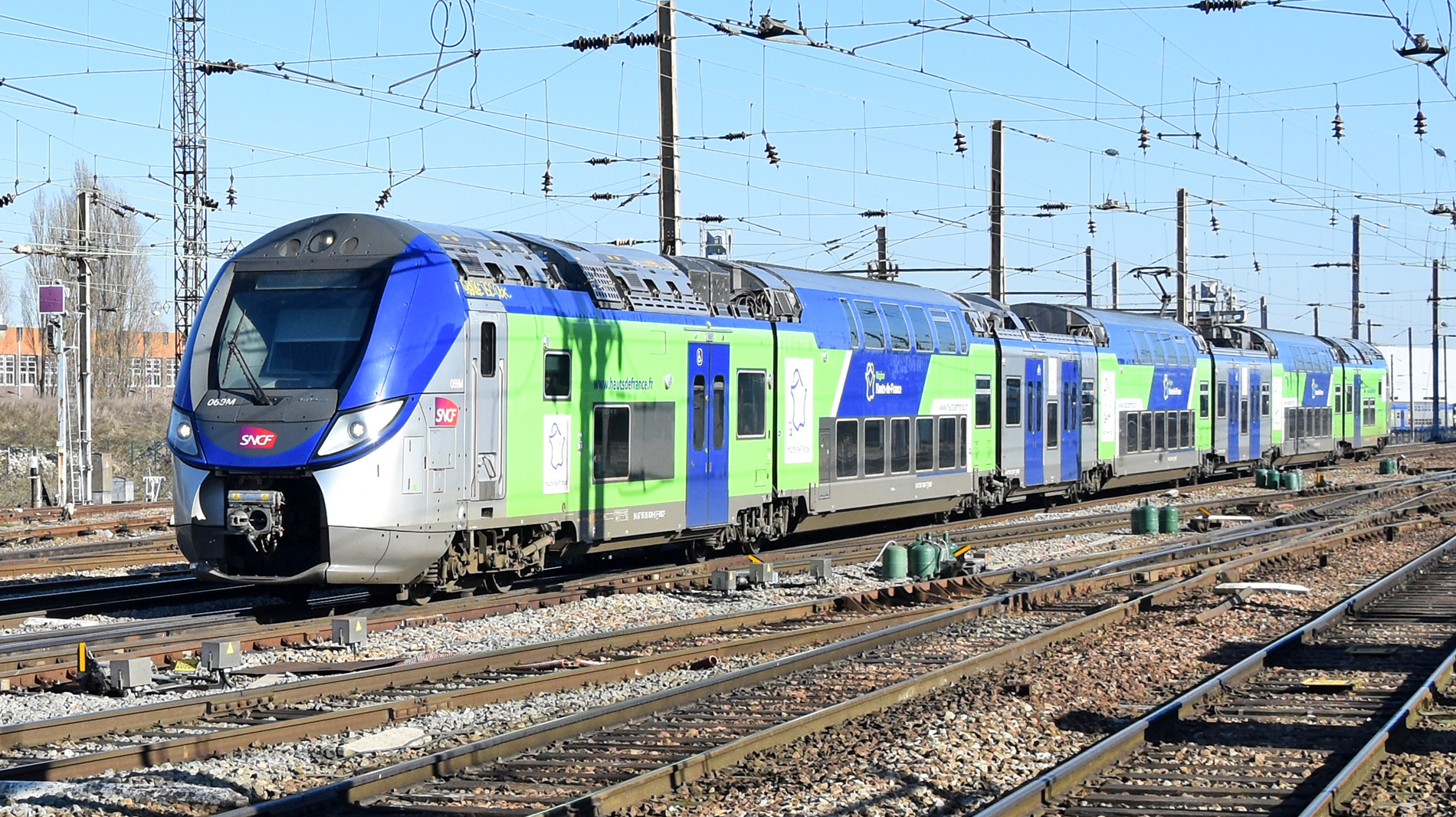
Z 55637/38 (rame 069M) du réseau TER Hauts-de-France, arrivant à Amiens.

- Paris-Nord – Creil – Compiègne  (liaison prévue en Périurbaines)[réf. souhaitée] ;
- Paris-Nord – Amiens (liaison prévue en Régionales)[18],[19] ;
- Paris-Nord – Saint-Quentin – Cambrai ou Maubeuge (liaison prévue en Régionales)[18],[19] ;
- Paris-Nord – Creil – Longueau – Arras – Douai – Lille-Flandres (les week-ends et jours fériés)[68] ;
- Paris-Nord – Beauvais.

#### Normandie

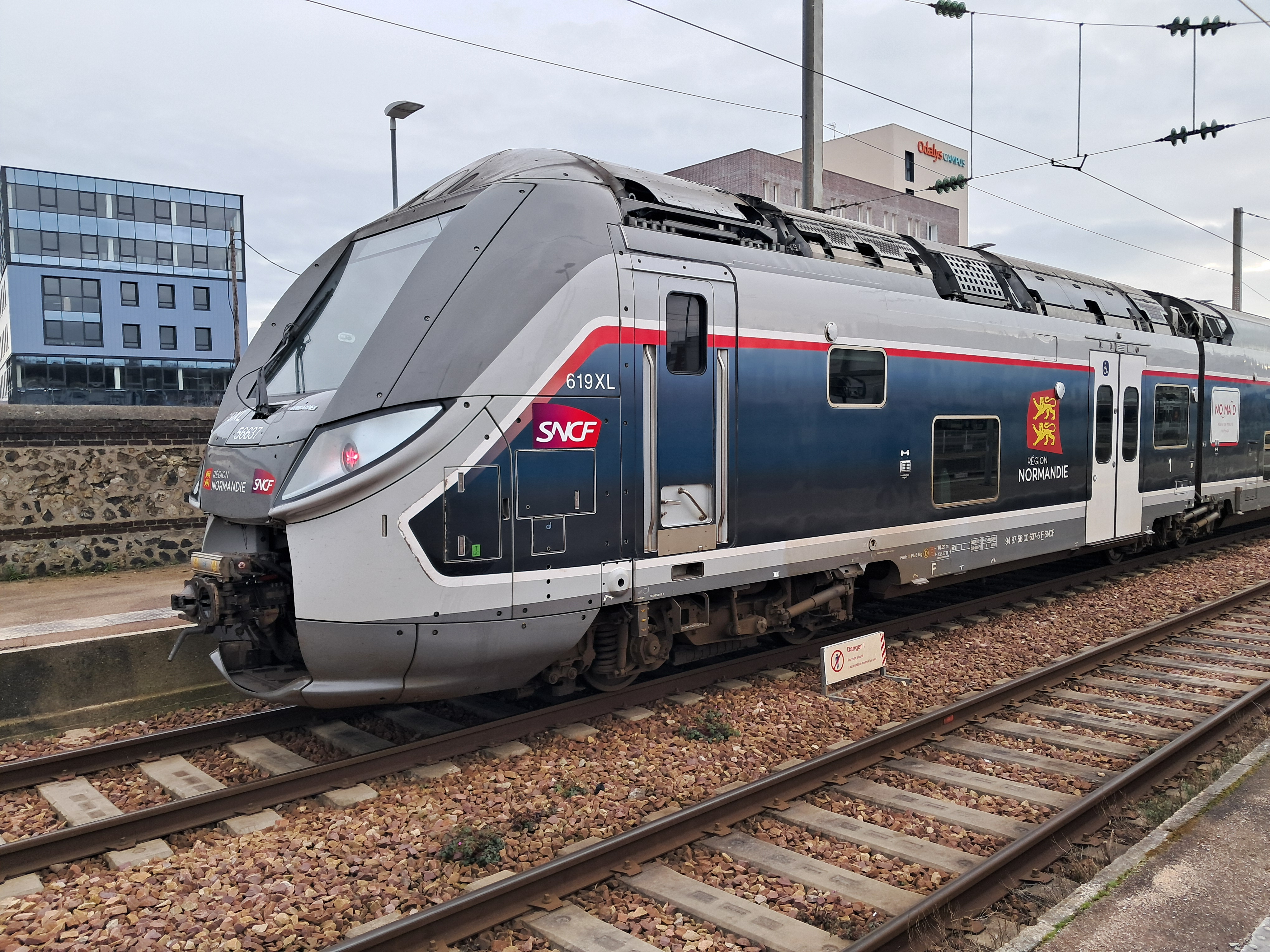
Omneo Premium en gare du Havre.

- Paris-Saint-Lazare – Caen – Cherbourg / Trouville - Deauville (Omneo Premium Krono+[69]) ;
- Paris-Saint-Lazare – Rouen-Rive-Droite – Le Havre (Omneo Premium Krono+[69]) ;
- Paris-Saint-Lazare – Rouen-Rive-Droite (Omneo Premium Krono+ ou Citi seulement pendant les heures de pointes, en cas de travaux et en cas de modification/réutilisation de train).

En outre, à partir de fin 2023, les Regio 2N seront engagés sur les relations suivantes :
- Paris-Saint-Lazare – Rouen-Rive-Droite (Omneo Premium Citi)[70] ;
- Paris-Saint-Lazare – Serquigny (Omneo Premium Citi)[70].

#### Nouvelle-Aquitaine
- Arcachon – Bordeaux-Saint-Jean – Libourne – Coutras ;
- Bordeaux-Saint-Jean – Langon – Marmande – Agen ;
- Bordeaux-Saint-Jean – Angoulême ;
- Bordeaux-Saint-Jean – Hendaye (le week-end et en été).

#### Occitanie
- Toulouse-Matabiau – Agen ;
- Toulouse-Matabiau – Montauban-Ville-Bourbon ;
- Toulouse-Matabiau – Narbonne – Cerbère ;
- Toulouse-Matabiau – Pau ;
- Toulouse-Matabiau – Ax-les-Thermes.

#### Pays de la Loire

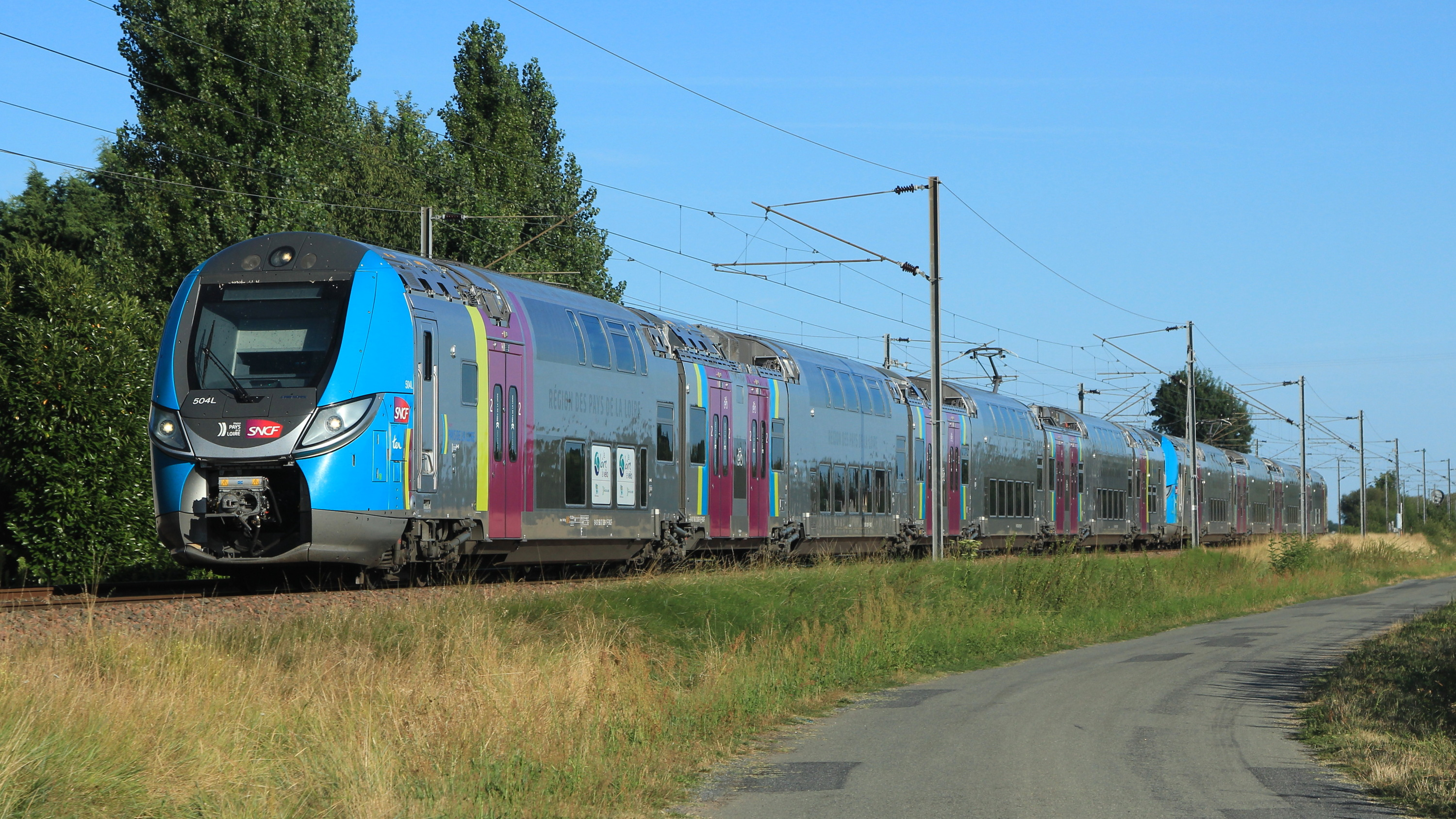
Z 56507/08 en livrée Aléop en TER Pays de la Loire près de La Ménitré.

Les rames Regio 2N assurent depuis le 9 juin 2018 les relations Interloire entre Le Croisic ou Nantes et Orléans ainsi que :
- Le Croisic – Nantes – Tours – Orléans ;
- Le Mans – Sablé-sur-Sarthe.

#### Provence-Alpes-Côte d'Azur

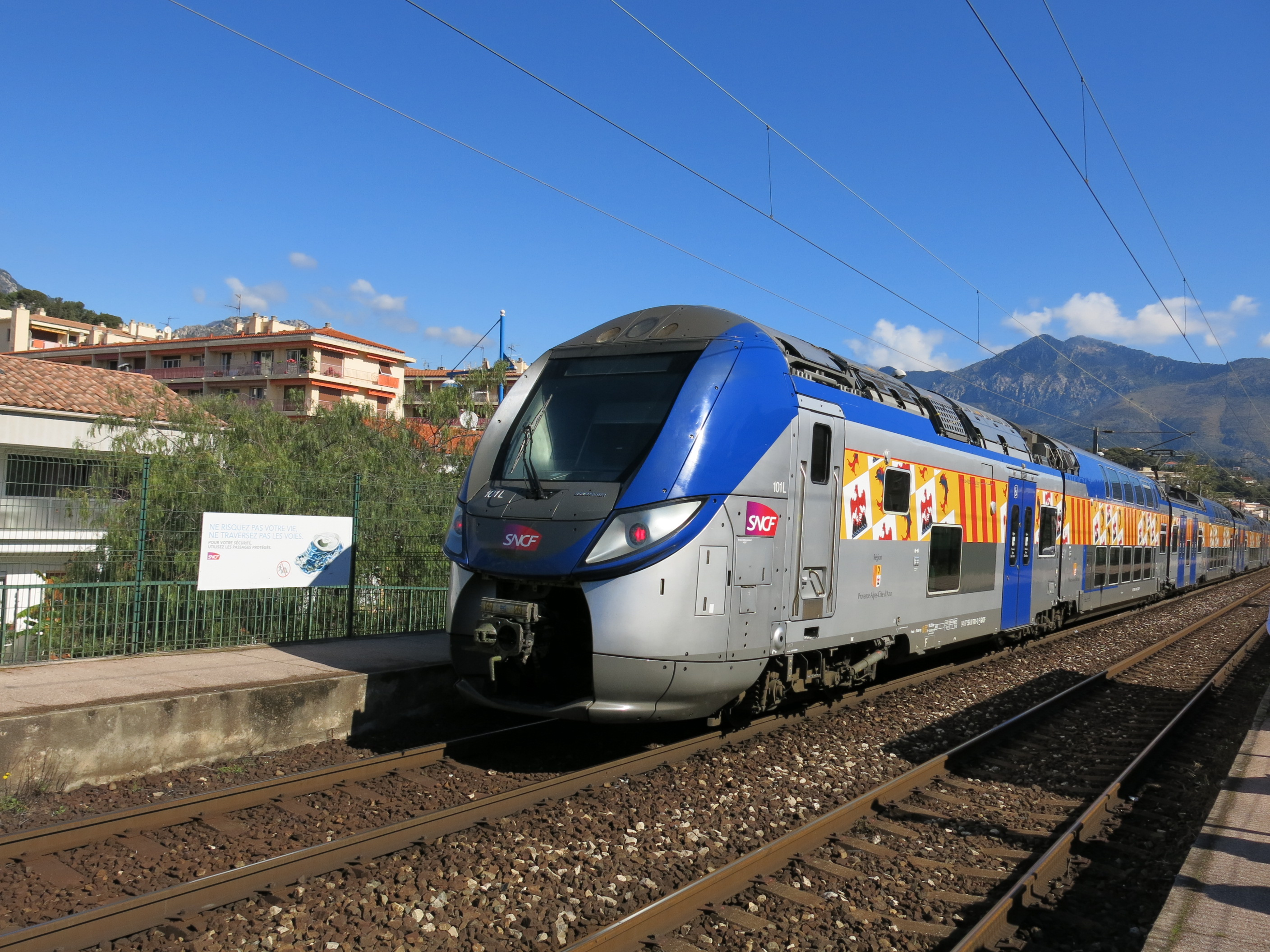
La Z 55701/02 en gare de Carnolès.

- Marseille-Saint-Charles – Toulon – Hyères[72] ;
- Grasse – Cannes – Nice-Ville – Monaco-Monte-Carlo – Menton – Vintimille ;
- Marseille Saint-Charles – Nice-Ville (liaison exploitée par Trandev depuis le 29 juin 2025 avec des rames Z 59000)[65].

### Île-de-France

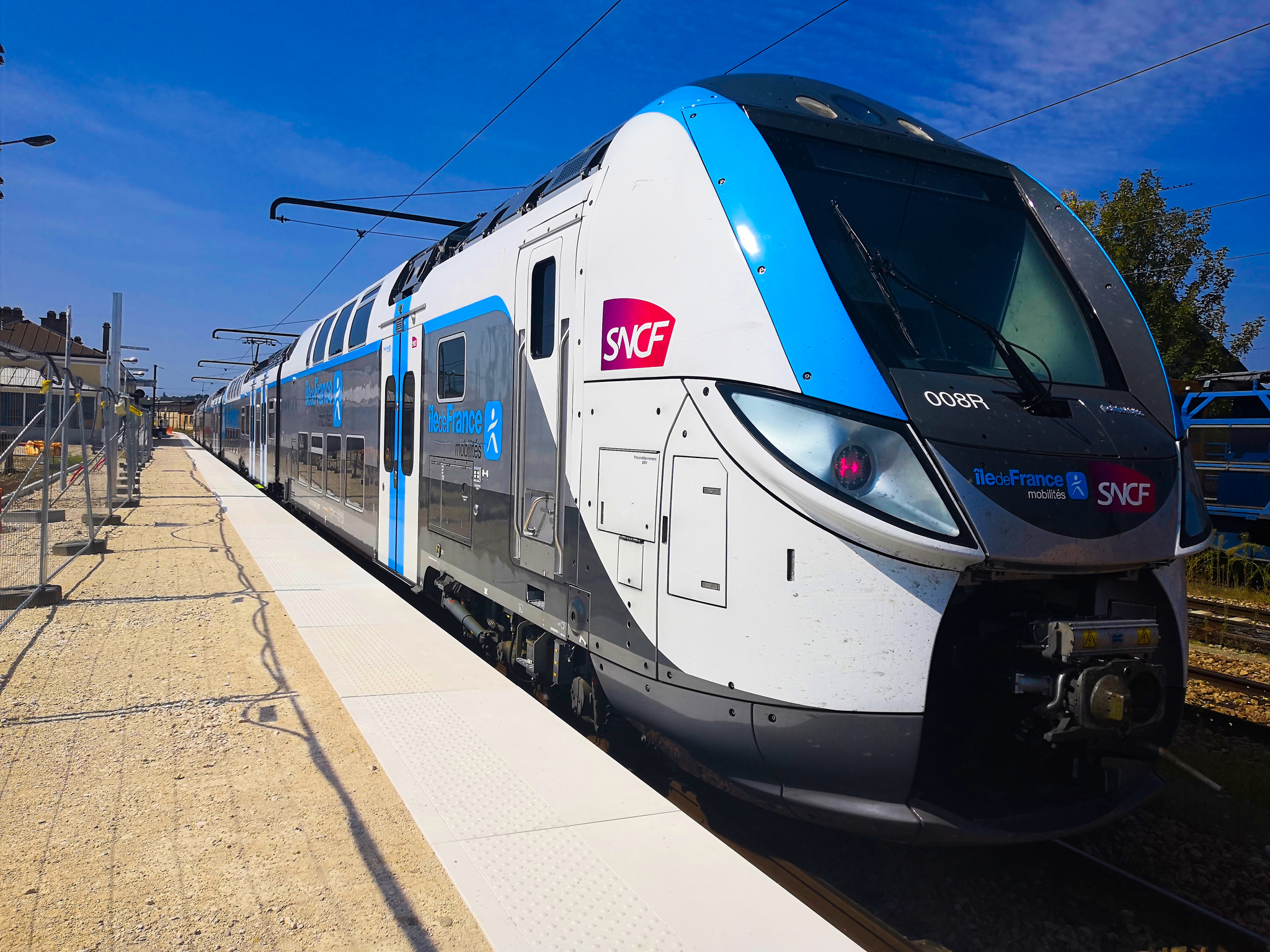
UM de Z 57000 (008R) en gare de Montereau.

| (RER) · (D)                        | Paris-Gare-de-Lyon ↔ Juvisy ↔ Corbeil-Essonnes (via Ris-Orangis) ↔ Malesherbes Juvisy ↔ Corbeil-Essonnes (via Ris-Orangis) ↔ Melun |
| Transilien · Ligne N du Transilien | Paris-Montparnasse ↔ Rambouillet Paris-Montparnasse ↔ Plaisir - Grignon ↔ Mantes-la-Jolie Paris-Montparnasse ↔ Dreux               |
| Transilien · Ligne R du Transilien | Melun ↔ Montereau via Héricy Paris-Gare-de-Lyon ↔ Montereau via Moret Paris-Gare-de-Lyon ↔ Montargis                               |

## Numérotation
Ces automotrices portent le marquage et le numéro européen des véhicules. Chaque motrice et chaque remorque sont identifiées.
- Z 56300 ZC 81 ou ZC 83 (uniquement courant continu 1 500 V ; caténaire midi ; 6 caisses ; longueur de 81 ou 83 m) : série de 401 Cm à 442 Cm

| Type      | Numéro européen          |
| --------- | ------------------------ |
| VE 1N UFR | 94 87 56 00 301-x F-SNCF |
| VI 2N     | 94 87 56 15 301-x F-SNCF |
| VI 1N     | 94 87 56 21 301-x F-SNCF |
| VI 2N     | 94 87 56 55 301-x F-SNCF |
| VI 1N     | 94 87 56 62 301-x F-SNCF |
| VE 2N     | 94 87 56 07 302-x F-SNCF |

- Z 56500 ZL V200 (bitension ; 8 caisses ; VL 200) : série de 501 L à 527 L

| Type      | Numéro européen          |
| --------- | ------------------------ |
| VE 1N UFR | 94 87 56 00 501-x F-SNCF |
| VI 2N     | 94 87 56 14 501-x F-SNCF |
| VI 1N     | 94 87 56 21 501-x F-SNCF |
| VI 2N     | 94 87 56 54 501-x F-SNCF |
| VI 1N     | 94 87 56 62 501-x F-SNCF |
| VI 2N     | 94 87 56 74 501-x F-SNCF |
| VI 1N     | 94 87 56 83 501-x F-SNCF |
| VE 2N     | 94 87 56 07 502-x F-SNCF |

Légende
- VE = voiture d'extrémité ; VI = voiture intermédiaire ; 1N = 1 niveau ; 2N = 2 niveaux ;
- UFR = utilisateur de fauteuil roulant ; Cm = 6 caisses pour caténaire midi ; L = 8 caisses ; x = chiffre d'autocontrôle.